# Mercedes-Benz Baureihe 168
| Sterne im Euro NCAP-Crashtest |

Die Mercedes-Benz Baureihe 168 bezeichnet die erste Generation der A-Klasse, die von September 1997 bis September 2004 produziert wurde. Mit ihr führte Mercedes-Benz erstmals ein Fahrzeug der Kompaktwagenklasse in sein Programm ein. Die Baureihe wurde sowohl als Standardversion W 168 als auch (ab 2001) als  verlängerte Version V168 in den Mercedes-Benz Werken Rastatt und Juiz de Fora (Brasilien) in über 1,1 Mio. Exemplaren gefertigt.
Die Motorisierung reichte von kleinen Vierzylinder-Ottomotoren mit 1,4 Litern Hubraum bis hin zum Prototyp A 38 AMG mit 3,8 Litern, ergänzt um verschiedene Dieselmotoren mit Hubräumen zwischen 1,6 und 1,7 Litern.
Herkömmliche Konstruktionsprinzipien stießen an ihre Grenzen; erst die Sandwich-Bauweise ermöglichte das Raumkonzept der Studie A und das abgeleitete Serienmodell. Wegen veränderter Marktbedingungen und hohen Fertigungskosten kehrte Mercedes-Benz nach zwei Modellgenerationen zu einer konventionellen Bauweise zurück.

## Vorgeschichte
Entgegen dem Vorurteil hatte Mercedes auch früher kleinere Wagen im Programm, die Typen 8/18 ab 1911 und der Mercedes 6/25/40PS von 1924 galten in ihrer Zeit als Kleinwagen. Nach 1926 arbeiteten sowohl Ferdinand Porsche als auch sein Stellvertreter und Nachfolger im Vorstand Hans Nibel entwarfen Kleinwagen, schließlich realisierte der Konstrukteur Josef Müller eine Kleinserie von 12 Kleinwagen mit 1,2 Liter. Es erscheinen dann der Typ 120 H und der Typ 130. Beide Wagen hatten anders als von Josef Müller ursprünglich geplant Heckantrieb, schließlich wurde 1935 der W144 ein Prototyp mit Frontantrieb gebaut, und später vernichtet. Ein weiterer Ansatz eines Kleinwagens mit 1,2 Liter Hubraum wurde 1948 gestartet, das Projekt aus Kostengründen jedoch wieder beendet. Ein weiterer Entwicklungsansatz für kleinere Bauarten war das NAFA (Nahverkehrsfahrzeug, Spitzname „Vesperwägele“, 1986).

## Marktsituation und Zielsetzung
Mit der Gründung der damaligen Mercedes-Benz AG im Jahr 1989 trieben die Vorstände Jürgen Hubbert (zuständig für PKW) und Dieter Zetsche (Entwickkungschef für PKW, sales and marketing) die komplette Erneuerung des Programms voran, die auch eine Modelloffensive umfassen sollte.

### Zukunft der Marke
Mercedes-Benz baute vornehmlich Limousinen der Oberklasse, der oberen Mittelklasse und ab 1982 mit dem 190er der Mittelklasse. Das konservative Markenimage der Mercedes-Benz-Pkw führte dazu, dass die Käufer von Mercedes-Benz-Pkw im Durchschnitt immer älter wurden. Nach den Worten von Markenvorstand Jürgen Hubbert war der Hersteller „auf dem besten Weg, in eine Positionierungsfalle zu tappen. Hätten wir uns mit den kleinen Stückzahlen der S-Klasse (49.996 im Jahr 1996) zufriedengegeben, wären wir in die Rolls-Royce-Ecke geraten; ein existenzielles Problem für das gesamte Unternehmen“.

### Ökologische Aspekte
Die Mercedes-Benz besaß den damals zweitgrößten deutschen Elektrokonzern AEG. Die Version der A-Klasse als Elektroauto wurde bis 1997 weiterentwickelt. Die Kapazität der zusammen mit AEG entwickelten Zebra-Batterie betrug 30 kWh und ermöglichte eine Reichweite von 125 Meilen bzw. 200 km sowie eine (abgeregelte) Höchstgeschwindigkeit von 80 mph/128 km/h. Aus wirtschaftlichen Gründen wurde die Version mit Elektroantrieb nicht in die Serienfertigung übernommen.
Auch wurde in Kalifornien durch die CARB das Clean Air Act und Zero Emission Mandate ausgearbeitet und 1990 als Gesetz verabschiedet. Es sollte die Automobilhersteller zwingen, schrittweise emissionsfreie Automobile einzuführen. Kalifornien als bevölkerungsreichster Bundesstaat der USA und einer der größten Absatzmärkte für Automobile weltweit, übte somit Druck auf die Hersteller aus. Dies führte nicht nur zur Entwicklung und Produktion des General Motors EV1, sondern beeinflusste die Fahrzeugentwicklungen aller großen Automobilhersteller. Die Antriebsvariante mit Elektromotor wurde daher vor allem in den USA erprobt und ist in Europa weitgehend unbekannt. Nach Lockerung der kalifornischen Gesetzgebung wurden die Vorbereitungen der Serienproduktion der Elektroversion der A-Klasse aus wirtschaftlichen Überlegungen eingestellt.

### Raumökonomie
Weitere Gründe für den Einstieg in die Kompaktklasse waren die veränderten Verkehrsverhältnisse verglichen mit früheren Jahrzehnten (zunehmende Verkehrsdichte in den Innenstädten, Parkplatznot, lange Staus) und damit einhergehend veränderte Bedürfnisse der Kunden.

## Entwicklung

### Studien

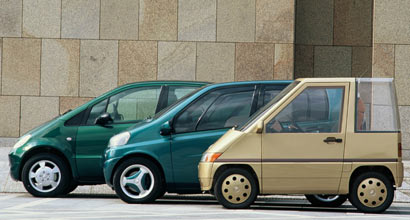
Evolution von „NAFA“ über die „Studie A“ zur A-Klasse (von rechts nach links)

Eine Vogabe lautete: Mit geringen Außenabmessungen ein Auto anzubieten, das dennoch ein „richtiger“ Mercedes ist, was Solidität und Komfort [anbelangt]. Der Durchbruch kam mit der Erfindung des Sandwich-Konzeptes 1991, wodurch die Studie A möglich wurde. Schon damals wurde parallel zum Prototyp mit Verbrennungsmotor ein Prototyp mit Elektroantrieb entwickelt.
Vorgestellt wurde die Studie A erstmals auf der IAA im September 1993. Doch schon ab Juni 1992 wurde intern die Serienproduktion vorgeplant und parallel zur Prototypenentwicklung vorangetrieben. 80 bzw. 95 Prozent der befragten Messebesucher von IAA 1993 bzw. Tokyo Motor Show 1994 befürworteten einen kleinen Mercedes-Benz in der Art dieses Konzeptfahrzeuges. Dieses Ergebnis führte zu einer schnellen Entscheidung des Daimler-Benz-Vorstands für die Serienfertigung. Im August 1994 konnte bereits der erste Prototyp unter Alltagsbedingungen getestet werden.

### Design

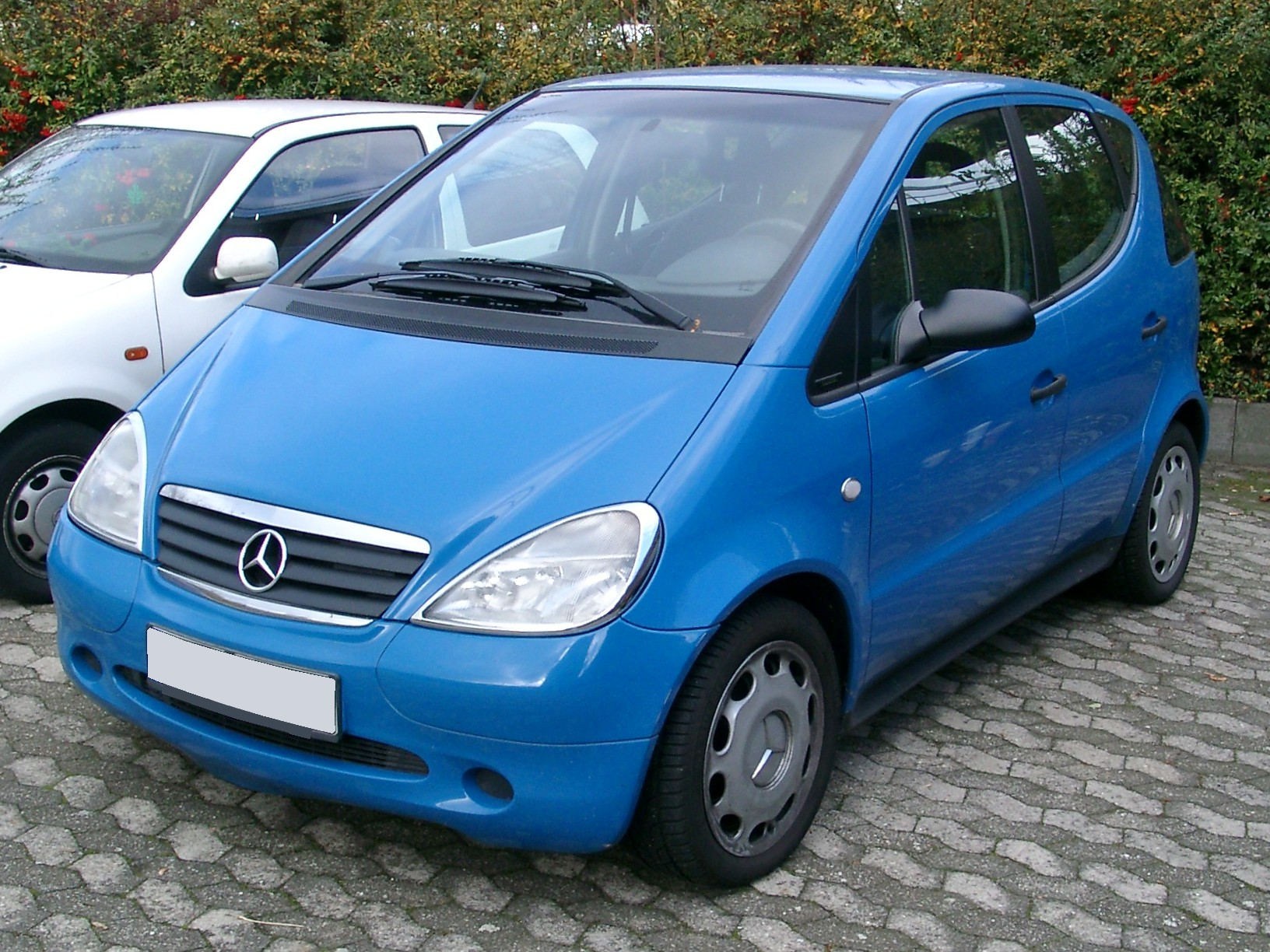
A140 classic von 1998 in atollblau (375). Auffällig die kundenseitig ergänzten Chromringe an den Scheinwerfern

Um den Anspruch auf Innovation und Jugendlichkeit zu unterstreichen, wurden bei der Mercedes A-Klasse neue Wege beschritten und ein Fahrzeug entwickelt, dass sich wesentlich von ähnlichen Modellen der Konkurrenz unterschied. Von den verschiedenen Skizzen wurden jene von Steve Mattin ausgewählt, die dann durch den Chefdesigner Bruno Sacco überarbeitet wurden.
Das äußere Erscheinungsbild zeichnete sich durch klare Linien, eine kompakte Silhouette und eine sportive Note aus. Die Karosserie wies eine aerodynamisch effiziente Form auf, die durch sanft geschwungene Linien und einen neuartigen Kühlergrill mit dem bekannten Mercedes-Stern im Zentrum geprägt war. Die konzeptionelle Neuartigkeit sollte durch die Gestaltung des Interieurs und der angebotenen Fahrzeuglackierungen betont werden. Viele Farben waren eigens für das Modell entwickelt, auch gab es farbige Appliktionen. Gefördert wurde das Farbenspiel durch den Hersteller insofern, als dass die Optionen auch in der einfacheren Ausstattungslinie „Classic“ wählbar waren, bzw. auch ungewöhliche Kombinationen aus Armaturenbrettfarbe und Sitze bestellbar waren.

### Präsentation und Reaktion
Auf der Frankfurter IAA im September 1995 wurde das Innenraumkonzept der A-Klasse präsentiert. Die Gesamtlänge des Fahrzeugs ist gegenüber der Studie mittlerweile um 225 Millimeter gewachsen. Das Platzangebot vergrößerte sich weiter, insbesondere im Kofferraum.
Auf dem Genfer Auto-Salon im März 1997 stellte Mercedes die A-Klasse offiziell vor. Zwei Ottomotoren mit 1,4 l bzw. 1,6 l Hubraum standen zur Auswahl. Der Verkauf startete acht Wochen später im Mai 1997 und im Oktober stand der Wagen bei den Händlern. Die A-Klasse war auch als Innovationsträger konzipiert und wurde daher beworben als „Ein starkes Stück Zukunft“. Zwischen März und Oktober 1997 wurde das neue Mercedes-Modell auf der „A-Motion-Tour“ genannten Marketingveranstaltung in 20 europäischen Städten der Öffentlichkeit vorgestellt. Am 15. Oktober 1997 endete diese im Werk Rastatt, wo das Modell auch gefertigt wurde. Insgesamt sahen etwa 500.000 Menschen an 185 Tagen die Show der „A-Motion-Tour“.
Die Ausweitung der Zielgruppe von Mercedes wurde von Ferdinand Piëch als Angriff auf das Portfolio der Volkswagen Group gewertet, die mit einer Luxusstrategie reagierte und später auf die A-Klasse auch direkt mit dem Audi A2.

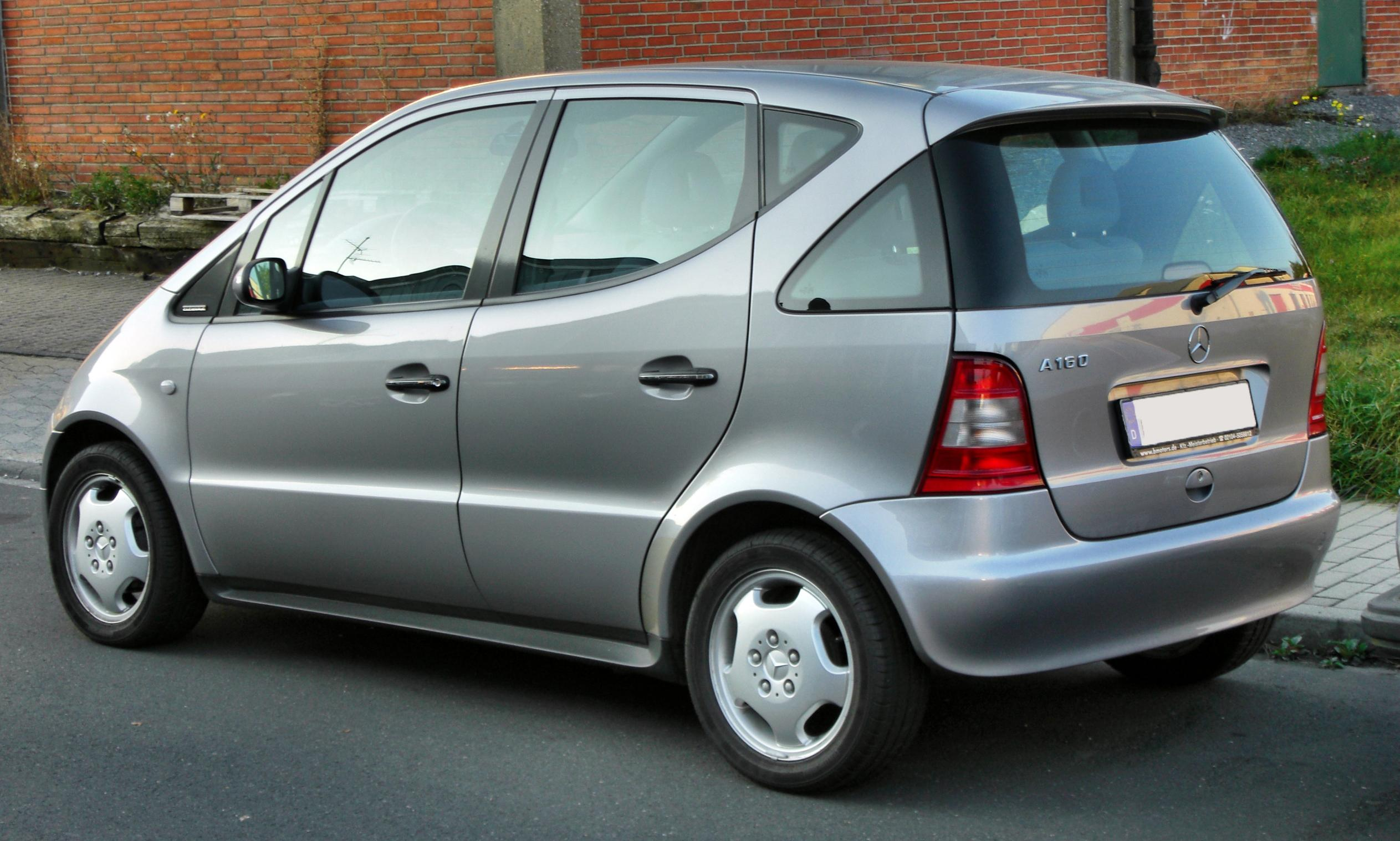
Heckansicht
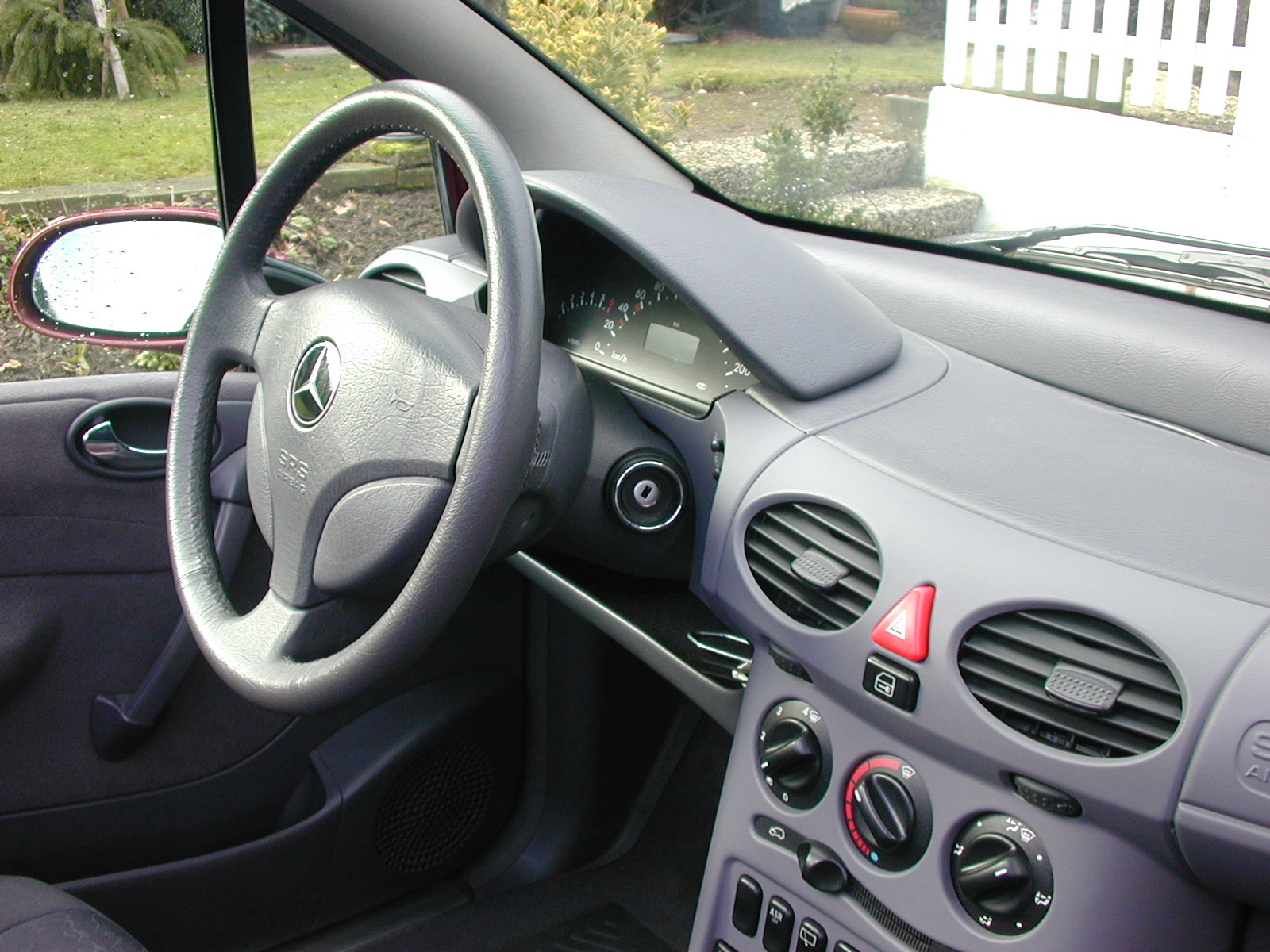
Innenraum

## Modellentwickung
- 18. Oktober 1997: Markteinführung der A-Klasse mit den Motorisierungen A 140 und A 160
- 21. Oktober 1997: Durchführung des Elchtests durch eine schwedische Automobilzeitschrift
- 11. November 1997: Produktionsstopp
- 26. Februar 1998: Wiederaufnahme der Produktion
- August 1998: Einführung der Motorisierungen A 160 CDI und A 170 CDI
- Mai 1999: Einführung der Motorisierung A 190, erste kleine Modellpflege mit Aufwertung der Ausstattungslinien
- September 2000: Modifizierung des Griffs an der Heckklappe
- März 2001: große Modellpflege; neu im Programm: die „verlängerte“ A-Klasse (V 168), die zusätzliche Länge von 170 mm kommt ausschließlich den Fondpassagieren zugute.

### Farben
Bei Markteinführung waren folgende Farben verfügbar: Tiefseeblau, Mondsilber, Glutrot, Meteorgrau, Kaskadenblau, Vulkanrot, Dschungelgrün, Schneeweiß, Oasengrün, Floraviolett.
Beispiele einiger Farben:

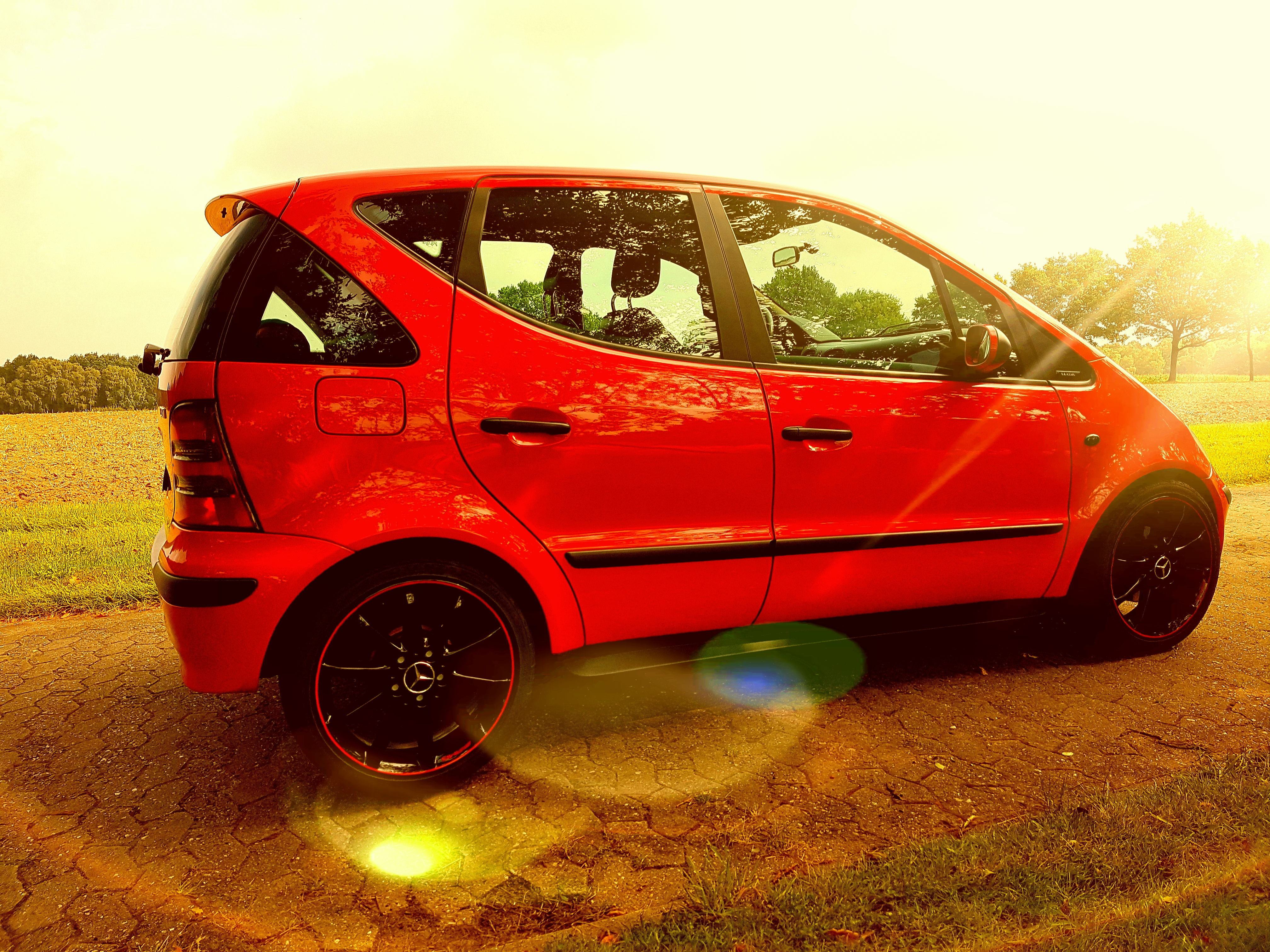
Glutrot (594) 10/1997 – 03/2003
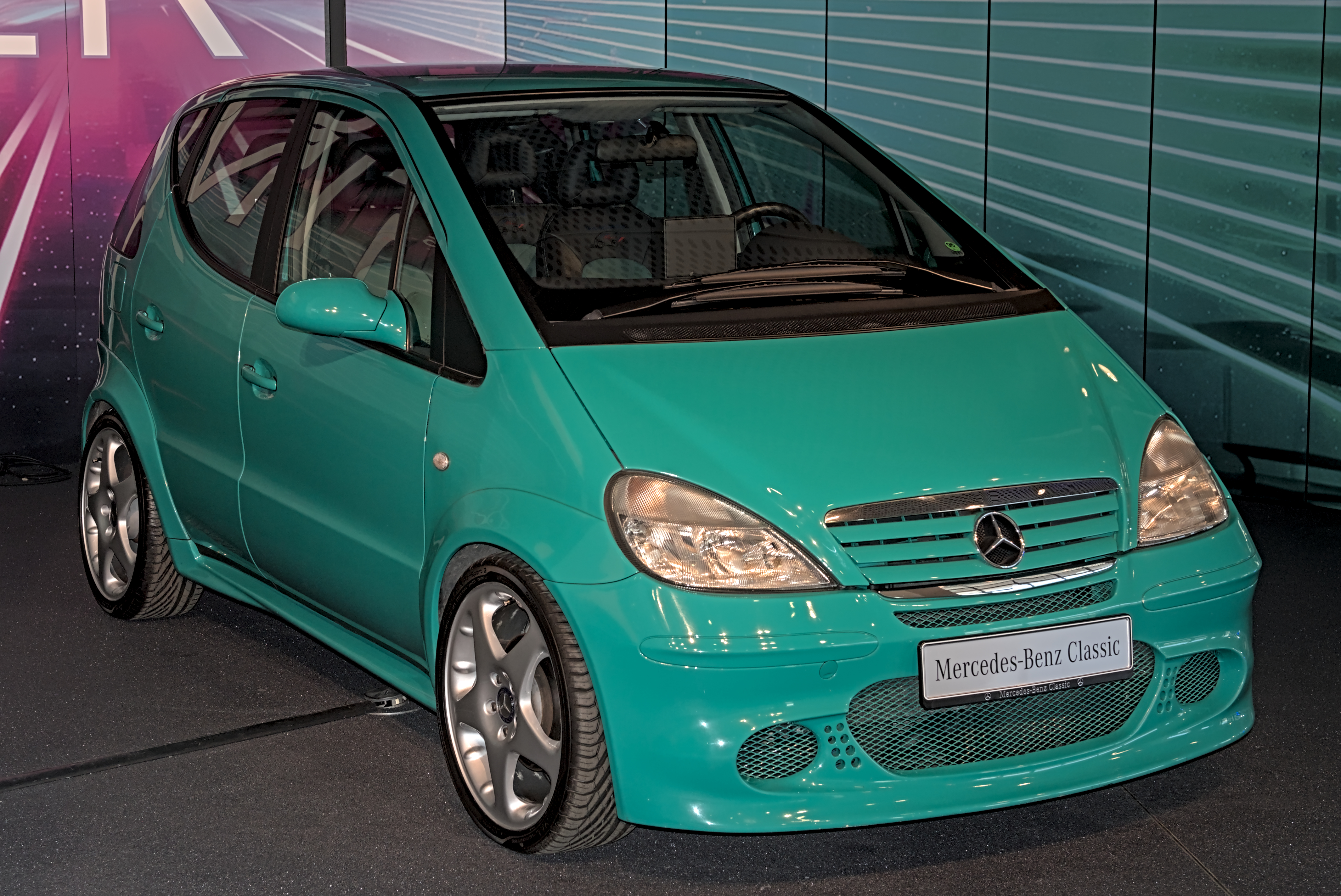
Oasengrün (260) 10/1997 – 03/2001
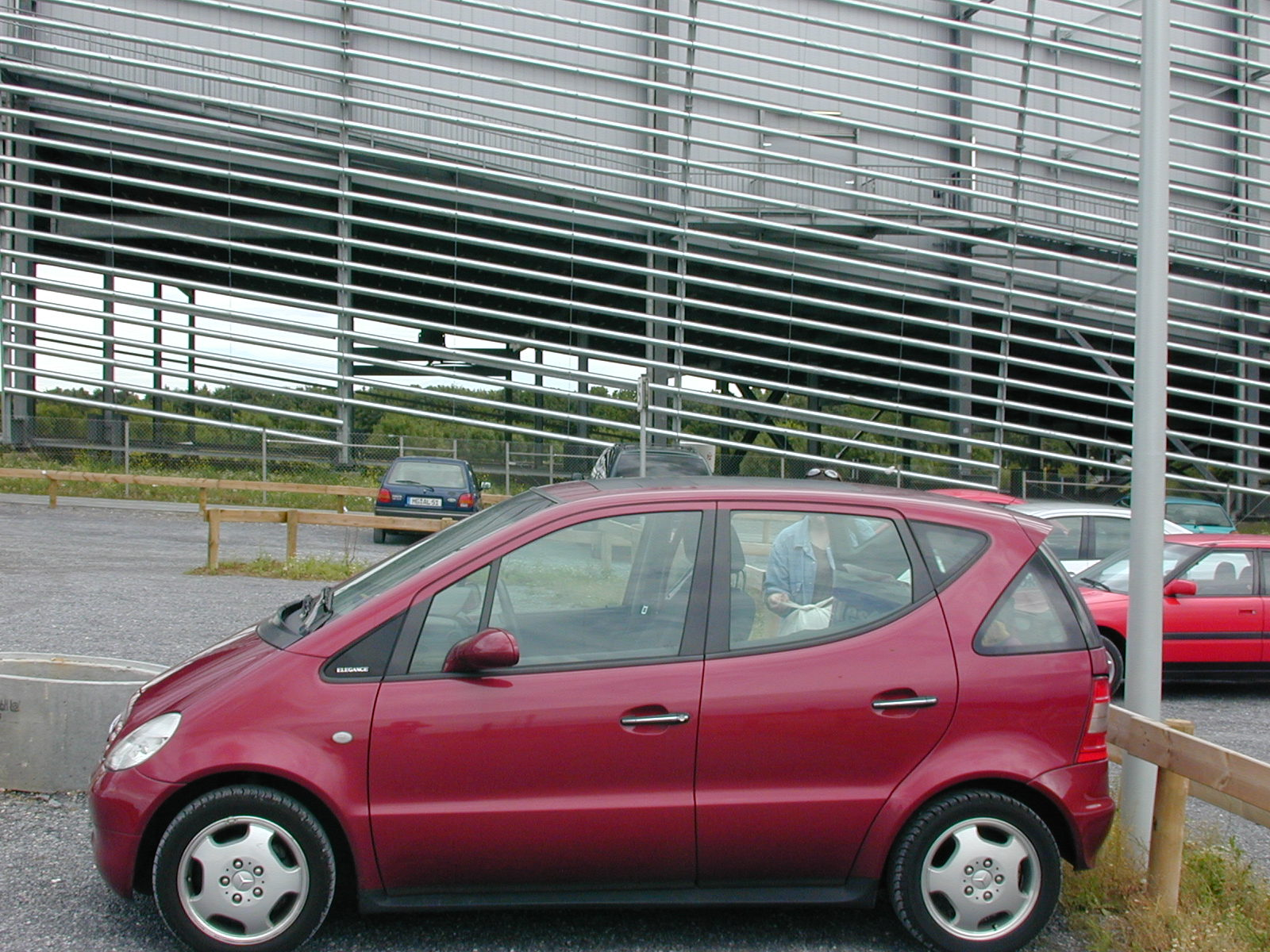
Floraviolett (381) 10/1997 – 03/2001
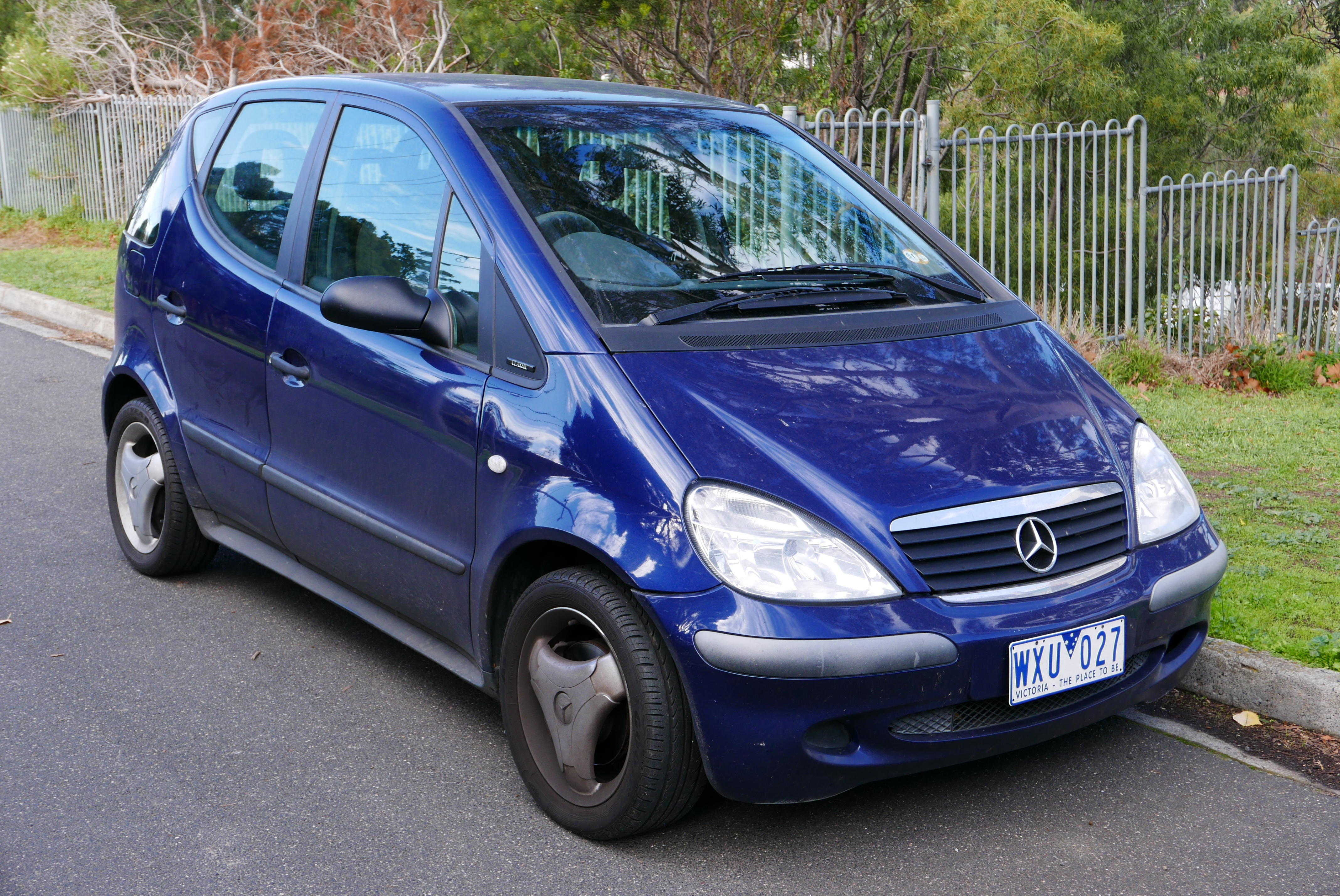
Ozeanblau (377) 03/2001 – 03/2003

### Höhere Positionierung ab 1999
Obwohl das Fahrzeug anfangs polarisierte und modern sowie designorientiert positioniert wurde, sprach es aufgrund seiner Fertigungsqualität, seiner hohen Sitzposition mit guter Rundumsicht und der Praktikabilität alle Altersgruppen an und wurde ein großer Erfolg, insbesondere bei zahlungskräftigen Kunden. Mercedes reagierte mit einer breiteren Palette an gehobeneren Ausführungen: Im Oktober 1998 die auf 250 Fahrzeuge limitierten „Edition Häkkinen“ und „Edition Coulthard“, das AMG Optik-Paket und die kleine Modellpflege 1999, mit der Aufwertung der Elegance-Ausstattung (lederbezogene Mittelkonsole/Instrumententafel, Lederschaltknauf/-sack, neue Interieurfarbe „Quarz“, Mittelarmlehne) und der Avantgarde-Ausstattung (lederbezogene Mittelkonsole/Instrumententafel in „Quarz hell metallic“, Edelstahl Auspuffblende). Weiterhin die neuen Lackierungen nachtschwarz uni (696U) und novaviolett metallic (370), optional Einzelsitze im Fond.
Dies setzte die im März 2001 durchgeführte dezente Modellpflege fort: Interieurverkleidungen wurden verbessert, optional waren ab diesem Zeitpunkt erstmals Mercedes-typische Edelholzapplikationen erhältlich. Entsprechende Modifikationen wurden auch bei der Bedienung, im Fahrzeugexterieur und bei den verfügbaren Lackierungen vorgenommen, um das Produkt insgesamt konservativer wirken zu lassen, ohne jedoch mit dem Designkonzept zu brechen. Es entfielen die auffälligen Lackierungen atollblau uni (375) und Oasengrün (375).

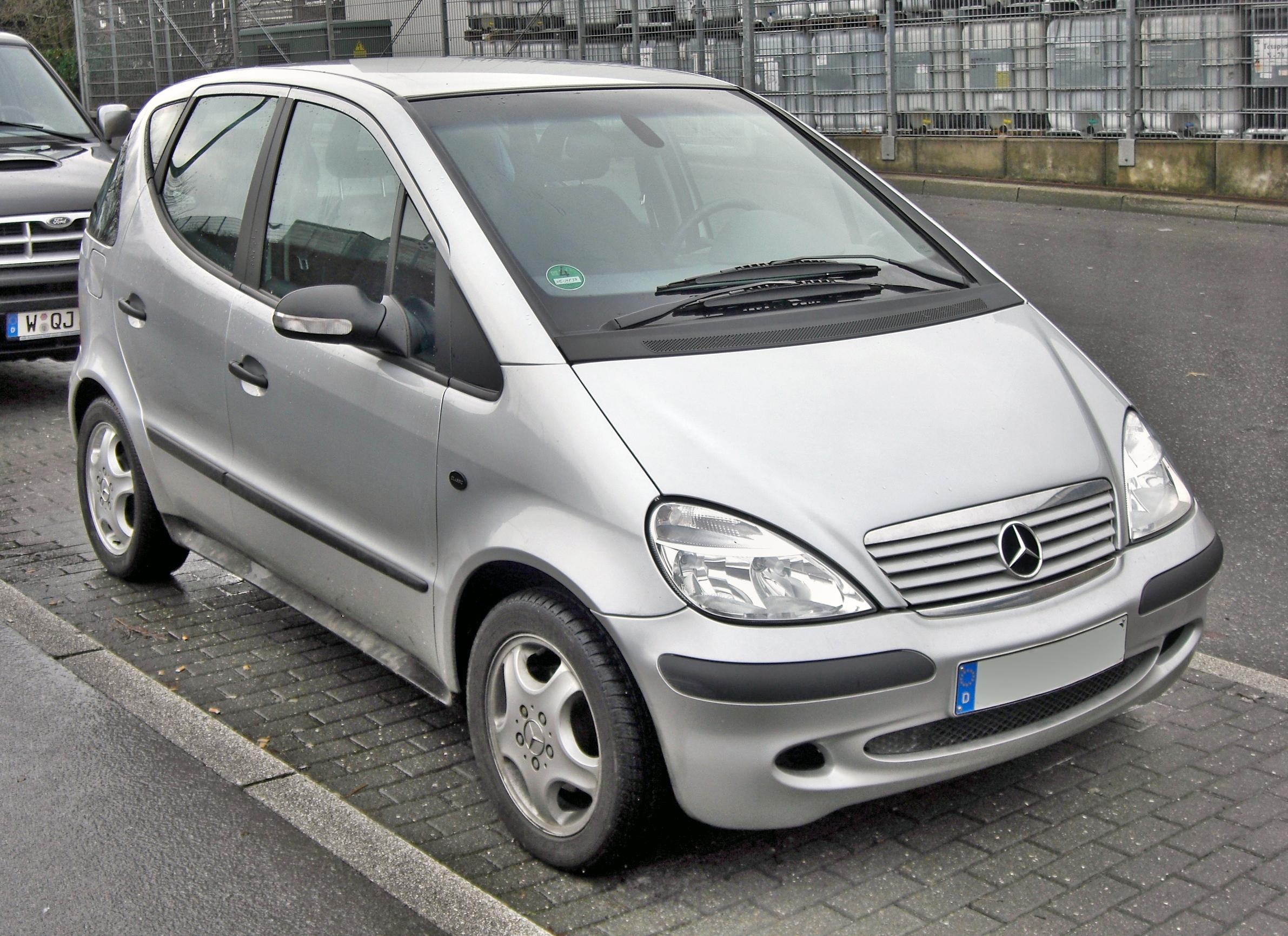
A 140 Classic (2001–2004)
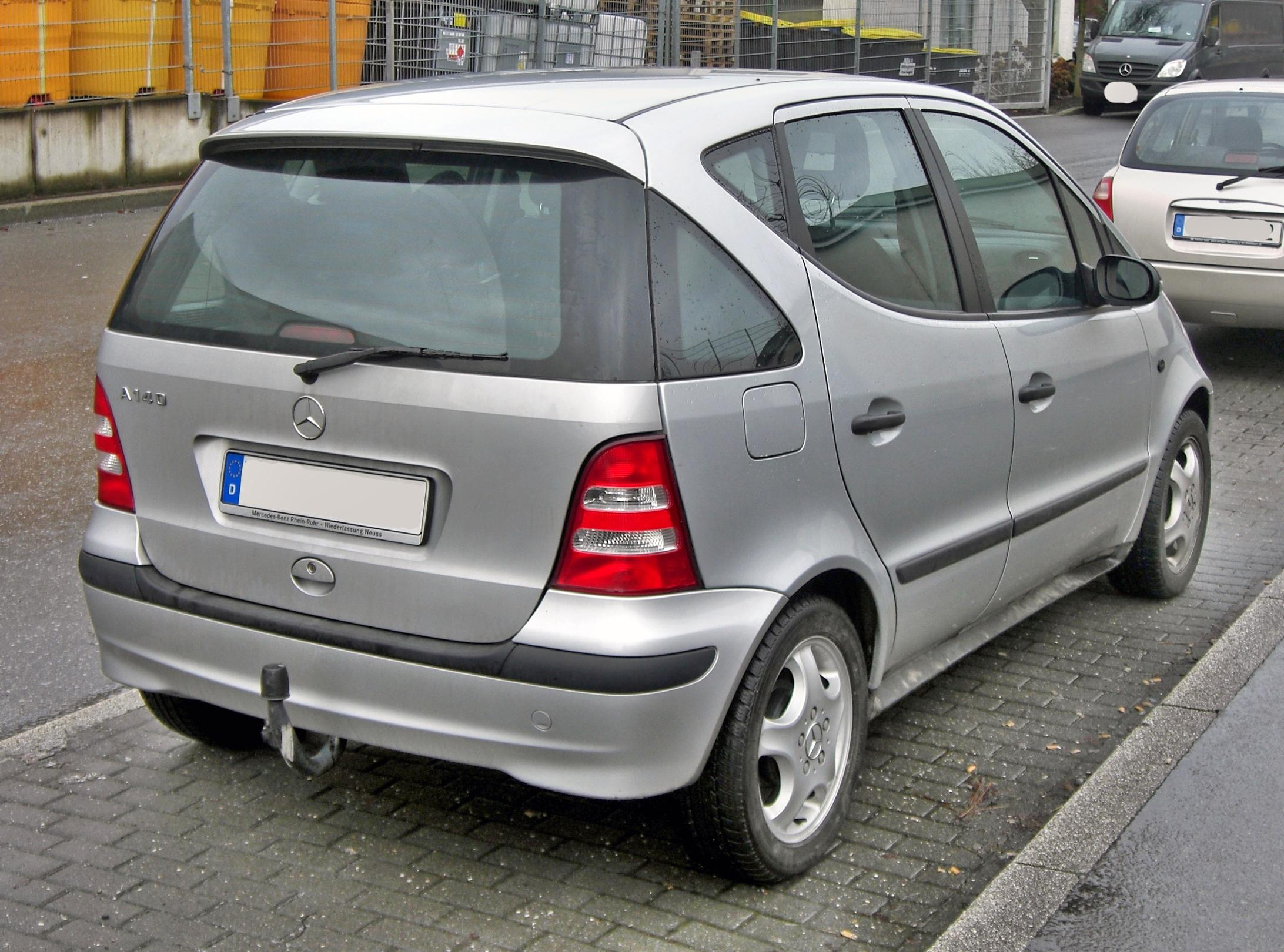
Heckansicht
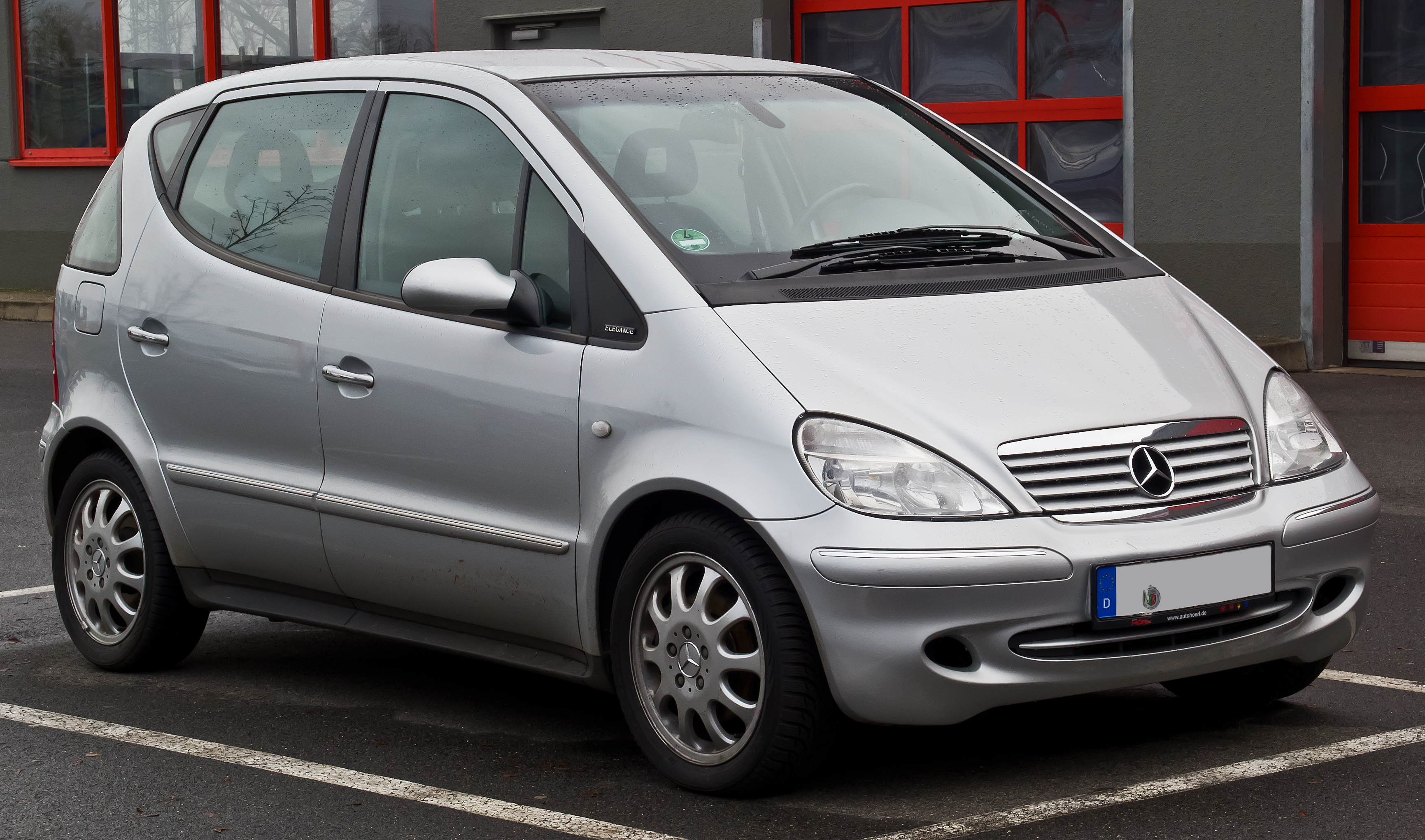
A 190 L Elegance (2001–2004)
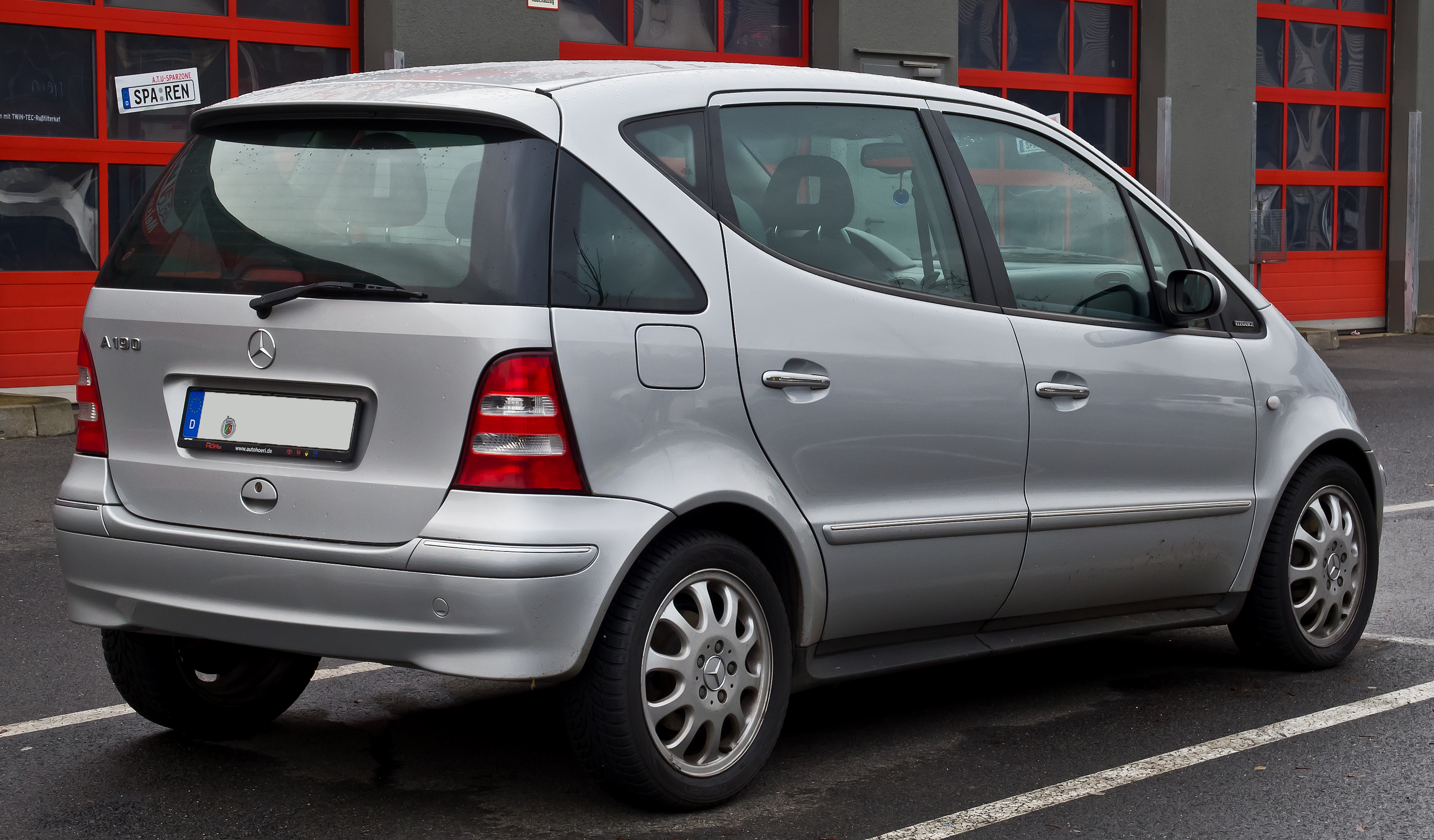
Heckansicht

## Bedeutung der Baureihe 168

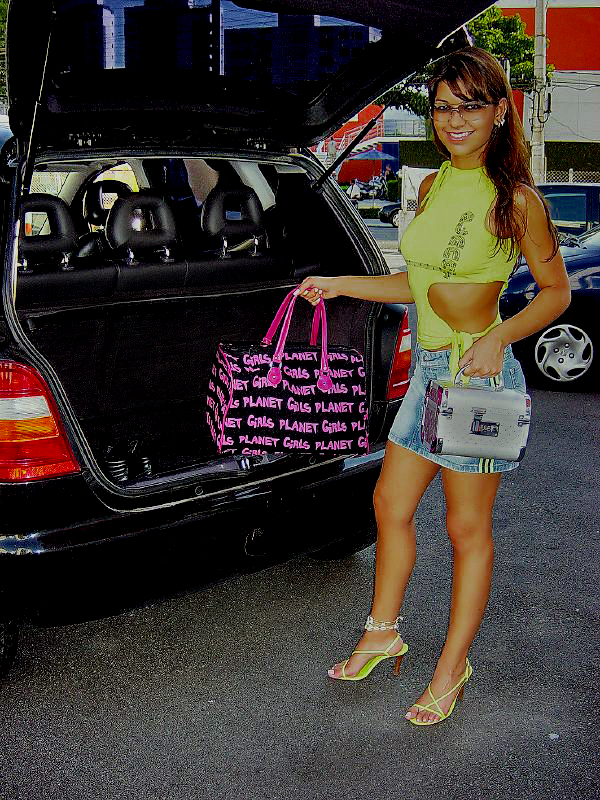
Die brasilianische TV-Moderatorin Amanda Françozo mit ihrer A-Klasse, 2004

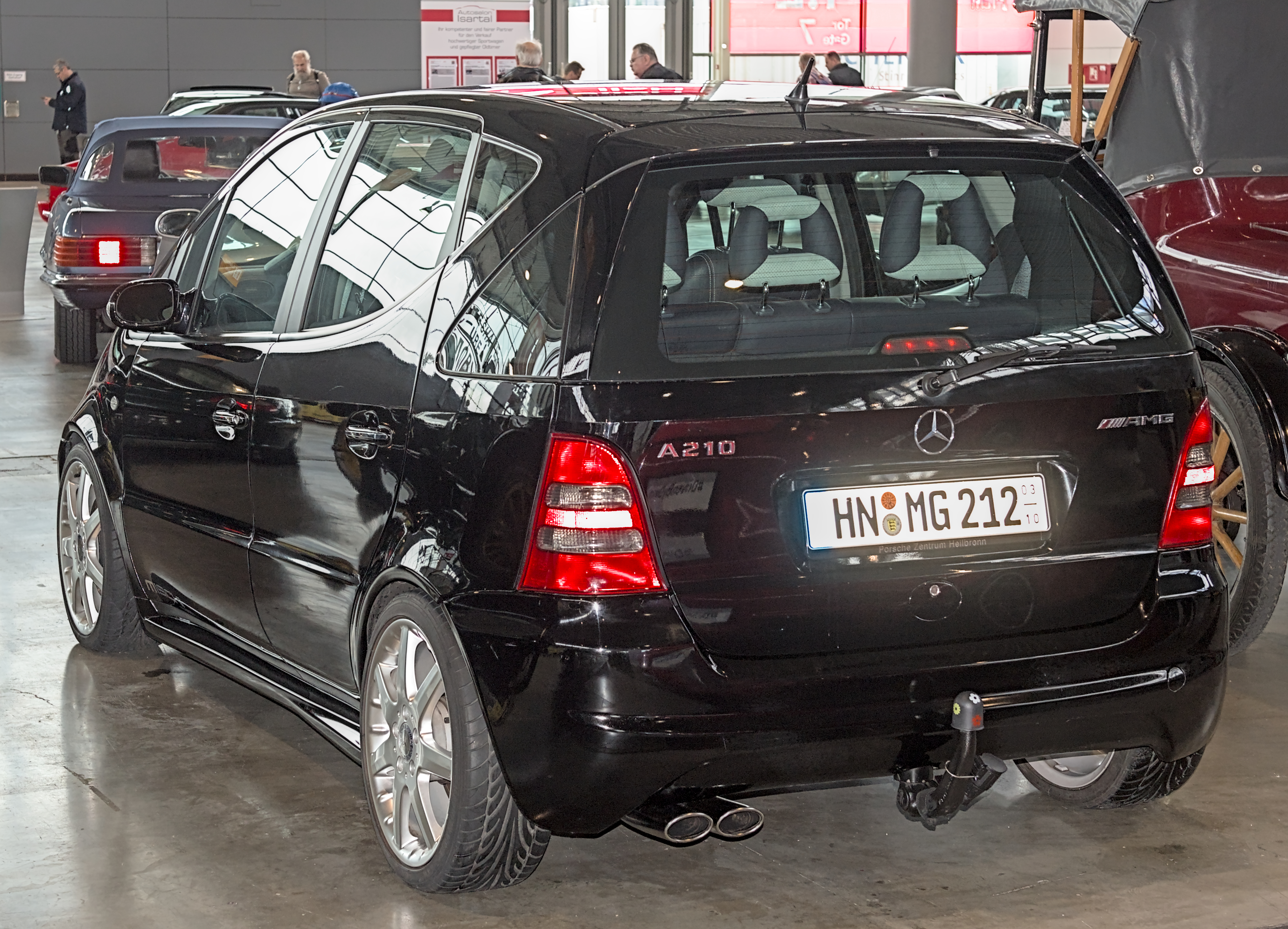
A 210 AMG auf der Retro Classics 2025

Konzipiert war die A-Klasse einstmals um der Konkurrenz Markanteile im Kompaktsegment abzuwerben, stattdessen wurde das Fahrzeug als gehobener Kleinwagen wahrgenommen, und wurde häufig als praktischer Zweitwagen oder Drittwagen in die Garage gestellt. Diese Zielgruppe bediente auch der Audi A2 ab 1999, konnte jedoch nicht annähernd an den Erfolg der A-Klasse herankommen. Gefahren wurde das Modell von so unterschiedlichen Personen wie Boris Becker, Norbert Blüm und Niki Lauda (der 8 Stück für Lauda-Air bestellt hatte).

### Der Elchtest und die Einführung des ESP
Bekannt wurde die Baureihe 168 durch den sogenannten Elchtest, ein nicht genormtes Spurwechsel-Fahrmanöver bei ca. 65 km/h, welches bis zu diesem Zeitpunkt nur bei Fahrzeugtests in Schweden üblich war. Bei einem solchen Test der Baureihe 168 durch einen schwedischen Auto-Journalisten, drei Tage nach der offiziellen Fahrzeugvorstellung, kippte das Fahrzeug auf die Seite. Zuerst spielten die Verantwortlichen der Daimler-Benz AG den Vorfall herunter und versprachen, bisher produzierte Fahrzeuge mit anderen Reifen auszustatten und künftige Fahrzeuge mit einem elektronischen Stabilitätsprogramm ESP auszurüsten. Kurz darauf wurde jedoch die Entscheidung getroffen, einen Verkaufstopp einzulegen und alle bisher gebauten Fahrzeuge mit ESP und einem verbesserten Fahrwerk nachzurüsten.
Der Elchtest brachte der A-Klasse Spitznamen wie „Elch-Klasse“ oder „Purzel“ ein, aber auch viel Spott. Am geläufigsten im Volksmund war die Bezeichnung „Kleinster Kipper der Welt“ oder dass Mercedes als „Zweiradfabrik“ tituliert wurde. Das Zwischenlager der noch nicht umgerüsteten Fahrzeuge war im badischen Kippenheim angesiedelt, was die Ironie weiter anheizte.
Ursache für das Scheitern im Elchtest waren die 65er-Reifen mit ihren nachgiebigen Flanken zusammen mit der weichen Fahrwerksabstimmung. Die Reifen wurden von 175/65 R 15 auf 195/50 R 15 mit stärkerer Karkasse geändert und etwas härtere Federn und Stoßdämpfer verwendet.
Der Hersteller griff die Elchthematik auf und legte Fahrzeugen ein Elch-Plüschtier bei, auch Werbeartikeln der A-Klasse wurden mit Elchen illustriert.
Im Jahre 2019 wurde bekannt, dass das Kippen der A-Klasse „beim Elchtest wegen des hohen Schwerpunktes“ auch daran gelegen habe, „dass das Fahrzeug einen Unterboden für die Aufnahme einer solchen [neuartigen keramischen] Batterie hatte. Dieser sei aufgrund technischer Probleme und des damals hohen Preises dann allerdings leer geblieben.“ Eingeplant war ursprünglich eine Elektroantriebvariante mit einer Zebra-Batterie.
War das ESP bis dahin lediglich in einigen luxuriösen Modellen von Mercedes Serie, wurde es nach serienmäßiger Einführung bei der A-Klasse zur Serie bei vielen Modellen auch der Konkurrenz.

### Bedeutung nach Produktionsende
Die Baureihe 168 hat eine wegweisende Bedeutung in der Geschichte von Mercedes-Benz erlangt. Sie hat nicht nur erfolgreich neue Zielgruppen erschlossen, sondern setzte auch Maßstäbe als innovativer Technologieträger für verschiedenste Antriebssysteme. Zudem hat sie die Einführung zahlreicher fortschrittlicher Sicherheitsmerkmale vorangetrieben.
Der hohe Anspruch von Mercedes-Benz war mit der Kompaktklasse nicht vereinbar. Am Ende hatte der W168 trotz oder wegen der großen Absatzzahlen einen Verlust in Höhe von 2,5 Mrd. € verursacht. In den USA wurde das Fahrzeug nicht angeboten.
Aufgrund ihrer herausragenden Qualität prägte die Baureihe 168 noch rund 20 Jahre nach ihrer Produktionsende das Straßenbild. Viele Nutzer schätzten sie als zuverlässigen Daily Driver, der auch in zweiter oder dritter Hand überzeugte. Ihre unkonventionelle Form verlieh den Fahrzeugen einen einzigartigen Charme, der allerdings bei manchen Gebrauchtwagenkäufern auf Skepsis stieß und sich in der Preisentwicklung widerspiegelte. Besonders die lebendigen, farbenfrohen Exemplare, ursprünglich als Symbol für Innovation und Fortschritt gewählt, verschwanden als erste. Zudem lässt das moderne Fahrzeugkonzept die Baureihe 168 heute weniger als historisch erscheinen, was die Wahrnehmung ihrer Einzigartigkeit etwas schmälert. Dennoch bleibt sie ein ikonisches Zeugnis ihrer Zeit.

## Motorisierung

### Ottomotoren
Der quer eingebaute Ottomotor M 166 ist ein Reihenvierzylinder mit acht Ventilen und einer über Steuerkette angetriebenen obenliegenden Nockenwelle (OHC). Zylinderkopf und Zylinderblock sind aus Leichtmetall gegossen und die Kurbelwelle fünffach gelagert. Die Benzineinspritzung ist elektronisch gesteuert. Der Motor war in den Hubraum-Varianten 1397 cm³, 1598 cm³, 1898 cm³ (ab 1999) und 2084 cm³ (ab 2002) erhältlich.

### Dieselmotoren
Der Dieselmotor OM 668, auch mit vier Zylindern in Reihe und quer eingebaut, hat Common-Rail-Einspritzung und ist mit einem Turbolader und einem Ladeluftkühler ausgerüstet. Mit 80 mm Bohrung und 84 mm Hub ergibt sich ein Hubraum von 1689 cm³. Die Common-Rail-Direkteinspritzung arbeitet mit einem Druck von 1350 bar. Der Motor hat 16 Ventile und zwei über eine Steuerkette angetriebene obenliegende Nockenwellen (DOHC). Die Verdichtung beträgt 19:1.
Der Turbolader hat eine Regelung mit Wastegate.
Der Motor war in vier Varianten erhältlich, die mechanisch alle gleich aufgebaut waren:
Die Variante mit Motorcode 668.940 (A 170 CDI bis 2001) ist die ursprüngliche Version. Die Variante 668.941 (A 160 CDI bis 2001) leistet weniger, da der Ladeluftkühler fehlt.
Die Modellpflege-Varianten 668.942 (A 170 CDI ab 2001) und 668.940 red. (A 160 CDI ab 2001) haben eine etwas höhere Motorleistung, bedingt durch eine geänderte Nockenwelle sowie durch eine geänderte Abgasturbine. Das Drehmoment ist gleich geblieben mit 160 Nm beim A 160 CDI und 180 Nm beim A 170 CDI, aber die neuen Motoren stellen dieses über einen größeren Drehzahlbereich bereit:
- Beim A 160 CDI vor 2001: 160 Nm bei 1500–2400/min.; nach 2001: 160 Nm bei 1500–2800/min.
- Beim A 170 CDI vor 2001: 180 Nm bei 1600–3200/min.; nach 2001: 180 Nm bei 1600–3600/min.

Die Modellpflege-Variante 668.940 red. (A 160 CDI ab 2001) hat außerdem nunmehr einen Ladeluftkühler.
Beim A 160 CDI wurde der Achsantrieb länger übersetzt (3,07 statt 3,61), so dass das Drehzahlniveau und damit der Kraftstoffverbrauch insgesamt niedriger war als beim A 170 CDI.

### Technische Daten
| Limousine (W 168)                |           |               |                      |              |             |                              |                          |                           |
| Modell                           | Bauzeit   | Baumuster (1) | Motorbezeichnung*    | Motorcode    | Hubraum     | Leistung                     | Drehmoment               | Verbrauch laut Hersteller |
| Ottomotoren                      |           |               |                      |              |             |                              |                          |                           |
| A 140                            | 1997–2004 | 168.031       | M 166 E 14           | 166.940      | 1397 cm³    | 60 kW (82 PS) bei 5000/min   | 130 Nm bei 3750/min      | 6,8 Liter Benzin          |
| A 140 (Automatik) (2)            | 2000–2004 | 168.031       | M 166 E 16 red.      | 166.960 red. | 1598 cm³    | 60 kW (82 PS) bei 5000/min   | 140 Nm bei 2500/min      | 6,8 Liter Benzin          |
| A 160                            | 1997–2004 | 168.033       | M 166 E 16           | 166.960      | 1598 cm³    | 75 kW (102 PS) bei 5250/min  | 150 Nm bei 4000/min      | 6,8 Liter Benzin          |
| A 190                            | 1999–2004 | 168.032       | M 166 E 19           | 166.960      | 1898 cm³    | 92 kW (125 PS) bei 5500/min  | 180 Nm bei 4000/min      | 7,5 Liter Benzin          |
| A 210 Evolution                  | 2002–2004 | 168.035       | M 166 E 21           | 166.995      | 2084 cm³    | 103 kW (140 PS) bei 5500/min | 205 Nm bei 4000/min      | 7,9 Liter Benzin          |
| A 32K AMG                        | 2001–2003 |               | M 112 E 32 ML        |              | 3199 cm³    | 260 kW (354 PS) bei 6100/min | 450 Nm bei 4400/min      |                           |
| A 38 AMG                         | 2000–2002 |               | 2× M 166 E 19        |              | 2× 1898 cm³ | 186 kW (250 PS) bei 4000/min | 360 Nm bei 4000/min      |                           |
| Dieselmotoren                    |           |               |                      |              |             |                              |                          |                           |
| A 160 CDI                        | 1998–2001 | 168.007       | OM 668 DE 17 A red.  | 668.941      | 1689 cm³    | 44 kW (60 PS) bei 3600/min   | 160 Nm bei 1500–2400/min | 4,5 Liter Diesel          |
| A 160 CDI (Modellpflege) (3) (4) | 2001–2004 | 168.006       | OM 668 DE 17 LA red. | 668.940 red. | 1689 cm³    | 55 kW (75 PS) bei 3600/min   | 160 Nm bei 1500–2800/min | 4,5 Liter Diesel          |
| A 170 CDI                        | 1998–2001 | 168.008       | OM 668 DE 17 LA      | 668.940      | 1689 cm³    | 66 kW (90 PS) bei 4200/min   | 180 Nm bei 1600–3200/min | 4,9 Liter Diesel          |
| A 170 CDI (Modellpflege)         | 2001–2004 | 168.009       | OM 668 DE 17 LA      | 668.942      | 1689 cm³    | 70 kW (95 PS) bei 4200/min   | 180 Nm bei 1600–3600/min | 4,9 Liter Diesel          |
| Langversion (V 168)              |           |               |                      |              |             |                              |                          |                           |
| Modell                           | Bauzeit   | Baumuster (1) | Motorbezeichnung*    | Motorcode    | Hubraum     | Leistung                     | Drehmoment               |                           |
| Ottomotoren                      |           |               |                      |              |             |                              |                          |                           |
| A 140 L                          | 2001–2004 | 168.131       | M 166 E 14           | 166.940      | 1397 cm³    | 60 kW (82 PS) bei 5000/min   | 130 Nm bei 3750/min      | 6,8 Liter Benzin          |
| A 140 L (Automatik)              | 2001–2004 | 168.131       | M 166 E 16 red.      | 166.960 red. | 1598 cm³    | 60 kW (82 PS) bei 5000/min   | 140 Nm bei 2500/min      | 6,9 Liter Benzin          |
| A 160 L                          | 2001–2004 | 168.133       | M 166 E 16           | 166.960      | 1598 cm³    | 75 kW (102 PS) bei 5250/min  | 150 Nm bei 4000/min      | 6,9 Liter Benzin          |
| A 190 L                          | 2001–2004 | 168.132       | M 166 E 19           | 166.960      | 1898 cm³    | 92 kW (125 PS) bei 5500/min  | 180 Nm bei 4000/min      | 7,5 Liter Benzin          |
| A 210 Evolution L                | 2002–2004 | 168.135       | M 166 E 21           | 166.995      | 2084 cm³    | 103 kW (140 PS) bei 5500/min | 205 Nm bei 4000/min      | 7,9 Liter Benzin          |
| Dieselmotoren                    |           |               |                      |              |             |                              |                          |                           |
| A 170 CDI L                      | 2001–2004 | 168.109       | OM 668 DE 17 LA      | 668.942      | 1689 cm³    | 70 kW (95 PS) bei 4200/min   | 180 Nm bei 1600–3600/min | 4,9 Liter Diesel          |

| Alternative Antriebe |                  |         |               |                     |                |
| Antrieb              | Modell           | Bauzeit | Baumuster (1) | Motorname *         | Leistung       |
| Elektro              | Zebra            | 1997    | 168.085       | AEG Batteries Zebra | 50 kW          |
| Hybrid               | HyPer            | 1999    |               | OM 668 DE 17 LA     | 92 kW (125 PS) |
| PEMFC                | Necar 3          | 1997    |               | Ballard Mark 700    | 50 kW (68 PS)  |
| PEMFC                | Necar 4          | 1999    |               | Ballard Mark 700    | 70 kW (95 PS)  |
| PEMFC                | Necar 4 Advanced | 2000    |               | Ballard Mark 900    | 75 kW (102 PS) |
| PEMFC                | Necar 5          | 2000    |               | Ballard Mark 900    | 75 kW (102 PS) |
| PEMFC                | Necar 5.2        | 2001    |               | Ballard Mark 901    | 75 kW (102 PS) |
| PEMFC                | F-Cell (5)       | 2003    | 168.186       | Ballard Mark 902    | 65 kW (87 PS)  |

* Die Motorbezeichnung bzw. der Motorname ist wie folgt verschlüsselt:
M = Motor (Otto), OM = Ölmotor (Diesel), Baureihe = 3-stellig, E = Saugrohreinspritzung, DE = Direkteinspritzung, Hubraum = Deziliter (gerundet), L = Ladeluftkühlung, A = Abgasturbolader, ML = Kompressor, red. = reduzierte Leistung

## Karosserie

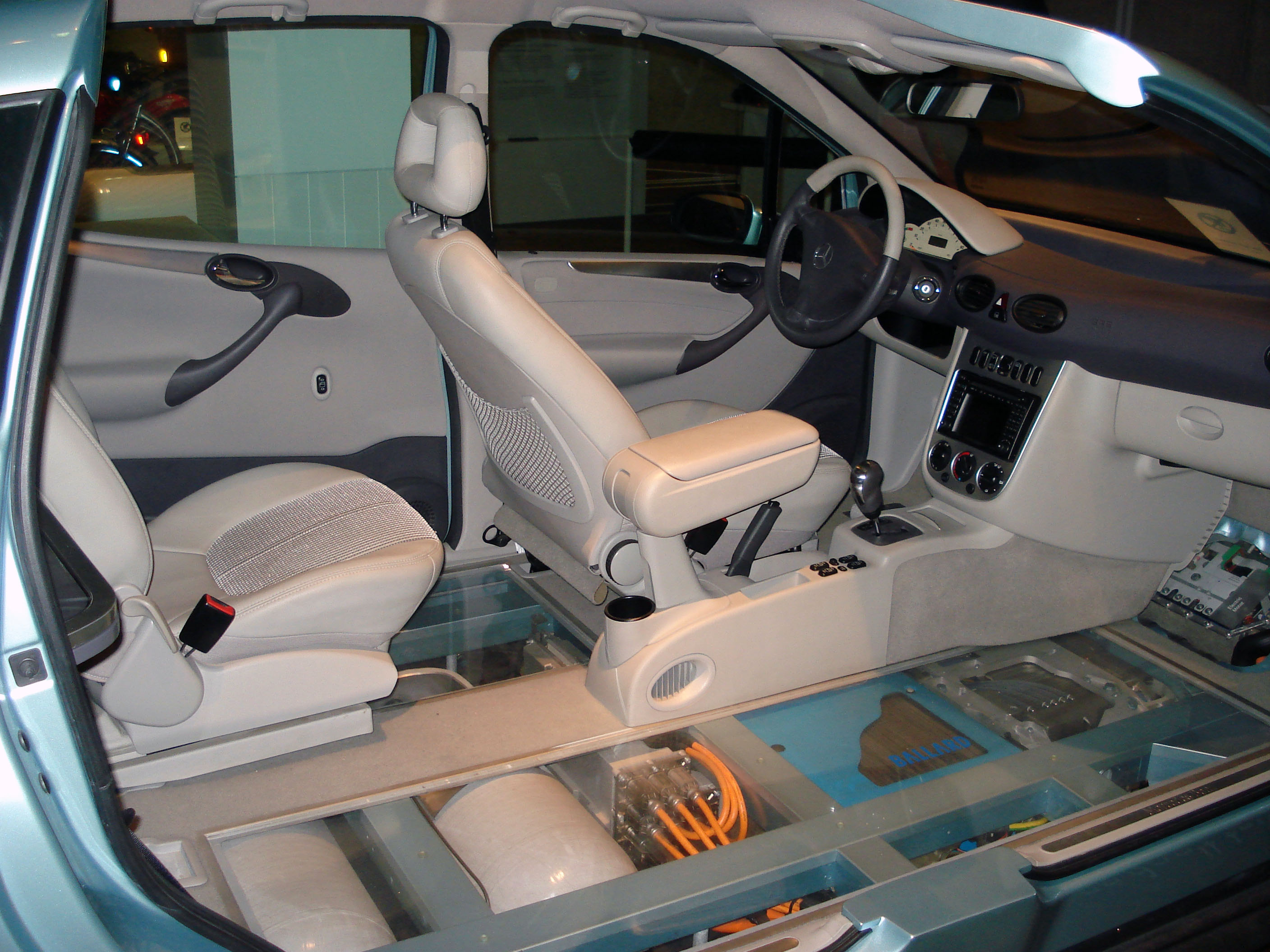
Der doppelte Boden der A-Klasse, hier genutzt zum Einbau einer Batterie bei einem Elektrofahrzeug

Mit ursprünglich nur 3575 mm Länge war die erste Version der A-Klasse, der W 168, wesentlich kompakter als andere Pkw-Modelle von Mercedes-Benz. Ab 2001 wurde zusätzlich eine Version mit um 170 mm verlängertem Radstand angeboten, welche intern als V 168 bezeichnet wird. Der zusätzliche Raum des V 168 kommt vollständig den Passagieren auf der Rückbank zugute. Die verlängerte Version ist an den längeren Fondtüren zu erkennen. Bei ganz zurückgeschobener Rücksitzbank hat dieses Fahrzeug eine Innenraumlänge von 2005 mm, 27 mm mehr als die S-Klasse.
Innovationen der ersten A-Klasse waren unter anderem die Sandwichbauweise und die Motoranordnung mit schräger Stirnwand zur Fahrgastzelle, durch die ein Teil der Aggregate (Motor, Getriebe und Achsen) besonders platzsparend untergebracht werden konnten. Bei einem Frontalcrash taucht die Antriebseinheit unter den Passagierraum des Fahrzeugs. Auch erhielt die A-Klasse eine Innenraumvariabilität, die in diesem Fahrzeugsegment bis dahin nicht üblich war.

### Technik und Sicherheit
Die stabile Bodenanlage aus einem Verbund geradliniger Längs- und Querträger war ein Bestandteil des neuen Sicherheits-Konzepts. Am vorderen Ende der Längsträger befand sich ein Frontmodul aus Aluminium mit zwei seitlichen Crashboxen. Für die vorderen Kotflügel wurde, erstmals in der Großserie bei Mercedes-Benz, Kunststoff verwendet, der nach einer leichten Kollision wieder seine ursprüngliche Form annimmt, ohne dass Reparatur- oder Lackierungsarbeiten erforderlich wurden. Die Heckklappe bestand zur Gewichtseinsparung ebenfalls aus Kunststoff. Die reparaturfreundliche Konstruktion der A-Klasse reduzierte nicht nur die Instandsetzungskosten nach einem Unfall, sondern hatte außerdem eine niedrige Einstufung in der Kaskoversicherung zur Folge.
Zur passiven Sicherheit gehörten außerdem die serienmäßig eingebauten Rückhaltesysteme bei, die speziell an das Konzept der A-Klasse mit ihren kurzen Deformationswegen angepasst wurden. Sie umfassten Fullsize-Airbags für Fahrer und Beifahrer, Automatikgurte, die an den Vordersitzen und äußeren Fondsitzplätzen mit Gurtstraffern versehen waren, sowie Gurtkraftbegrenzer an den Vordersitzen.
Das neuartige Aktive-Service-System ASSYST, das die Ölqualität im Motor kontinuierlich analysiert, ermöglichte bei allen A-Klasse Motoren bedarfsgerechte Wartungsintervalle, die sich den Einsatzbedingungen anpassten und dadurch auf bis zu 40.000 Kilometer verlängerten.
Das Fahrwerk der A-Klasse war neu entwickelt: Vorn wurde ein modifiziertes MacPherson-Federbein-System mit Federbeinen, Querlenkern, Schraubenfedern, Zweirohr-Gasdruckstoßdämpfern und Drehstab-Stabilisator verwendet. Die Achskomponenten waren zusammen mit dem Zahnstangen-Lenkgetriebe und der Motor-Getriebe-Einheit auf einem Hilfsrahmen montiert, der an acht Punkten mit der Karosserie verschraubt war. Die Hinterräder waren einzeln an Schwingen (Längslenkerachse) mit Schraubenfedern, Einrohr-Gasdruckstoßdämpfern und Drehstab-Stabilisator aufgehängt. Diese Achskonstruktion ließ sich unterhalb des Ladebodens anordnen, ohne dass das Platzangebot im Innenraum beeinträchtigt wurde. Stoßdämpfer und Federn liegen in einem sonst nicht nutzbaren Raum schräg vor der Radmitte. Der niedrig liegende Momentanpol dieser Achskonstruktion trägt zur erhöhten Wankneigung bei. Durch die neuartige Motoranordnung und Konstruktion des Vorderbaus kann der Motor bei einem Frontalcrash unter die Fahrgastzelle abgleiten und reduziert so Unfallfolgen für die Insassen, das Fahrzeug selbst erleidet bei der Verschiebung einen Totalschaden. Durch die Sandwichbauweise sitzen die Insassen außerdem deutlich höher als bei anderen Fahrzeugen, was auch bei Seitenaufprall-Unfällen von Vorteil ist. Nachteile des hohen Aufbaus sind starke Wankbewegungen und die hohe Seitenwindempfindlichkeit.

## Serienmäßige Ausstattungslinien
| Ausstattungslinien (Vor-Mopf) | | | |
|                               | Classic | Elegance | Avantgarde |
| Aussenspiegel                 | Schwarz | Wagenfarbe | Wagenfarbe |
| Heckleuchten                  | Dreifarbig | Bichromatisch | Monochromatisch |
| Kühlergrill                   | Schwarz | Wagenfarbe | Silbernlackiert |
| Felgen                        | Stahl, 10-Loch                                                                                                | Leichtmetall 5-Loch-Design | Leichtmetall 5-Speichen-Design |
| Reifen                        | 175/65 R 15                                                                                                   | 175/65 R 15 | 195/50 R 16 |
| Türgriffe                     | Schwarz | Schwarz mit Chromeinlage | Schwarz |
| Ablageboxen                   | Aufpreis, mit Feuerlöscher Aufpreis                                                                           | mit Feuerlöscher Aufpreis | Aufpreis, mit Feuerlöscher Aufpreis |
| Bandfilter                    | - | - | Blau |
| Cockpitblenden                | 4 Farben zur Auswahl, Softlack                                                                                | 4 Farben zur Auswahl, Softlack | Effektlack |
| Elektrische Fensterheber      | Vorne | Vorne und Hinten | Vorne |
| Interieur                     | Kombiinstrument Schwarz, Türinnenverkleidung 4 Farben zur Auswahl; Polster: Gent (mehrere Farben) oder Brügge | Lederlenkrad und Lederschaltknebel, Gepäckraumabdeckung, verstellbare Lenksäule, Zentralverriegelung mit Fernbedienung, Pompadourtaschen, Kombiinstrument Schwarz, Türinnenverkleidung 4 Farben zur Auswahl, Polster: Brüssel (mehrere Farben) | Lederlenkrad und Lederschaltknebel, Gepäckraumabdeckung, verstellbare Lenksäule, Zentralverriegelung mit Fernbedienung, Kombiinstrument Elfenbeinfarben, Türinnenverkleidung Schiefer, Polster: Rotterdam (Stoff-Halbleder), B-Säule mit besonderem Muster (Avantgarde-Design) |
| Ab Mitte 1997 zusätzlich:     | - | - | Edelstahlauspuffblende, Cockpitblenden beledert |

Nach der Modellpflege (Mopf):
Elegance (zusätzliche Ausstattungsmerkmale gegenüber der Classic-Version)
seit der Modellpflege im März 2001:
- Wurzelholzapplikationen im Innenraum
- Türgriffe in Wagenfarbe lackiert

Avantgarde (gehobene Ausstattungsvariante)
- Leichtmetallräder mit Breitreifen
- silbern lackierte Kühlermaske
- in Wagenfarbe gehaltene Außenspiegelgehäuse
- einfarbige Rückleuchtengläser
- Kunststoffapplikationen in Karbonoptik im Innenraum
- Türgriffe in Wagenfarbe lackiert (mit Chromleisten)

### Ausstattungsoptionen

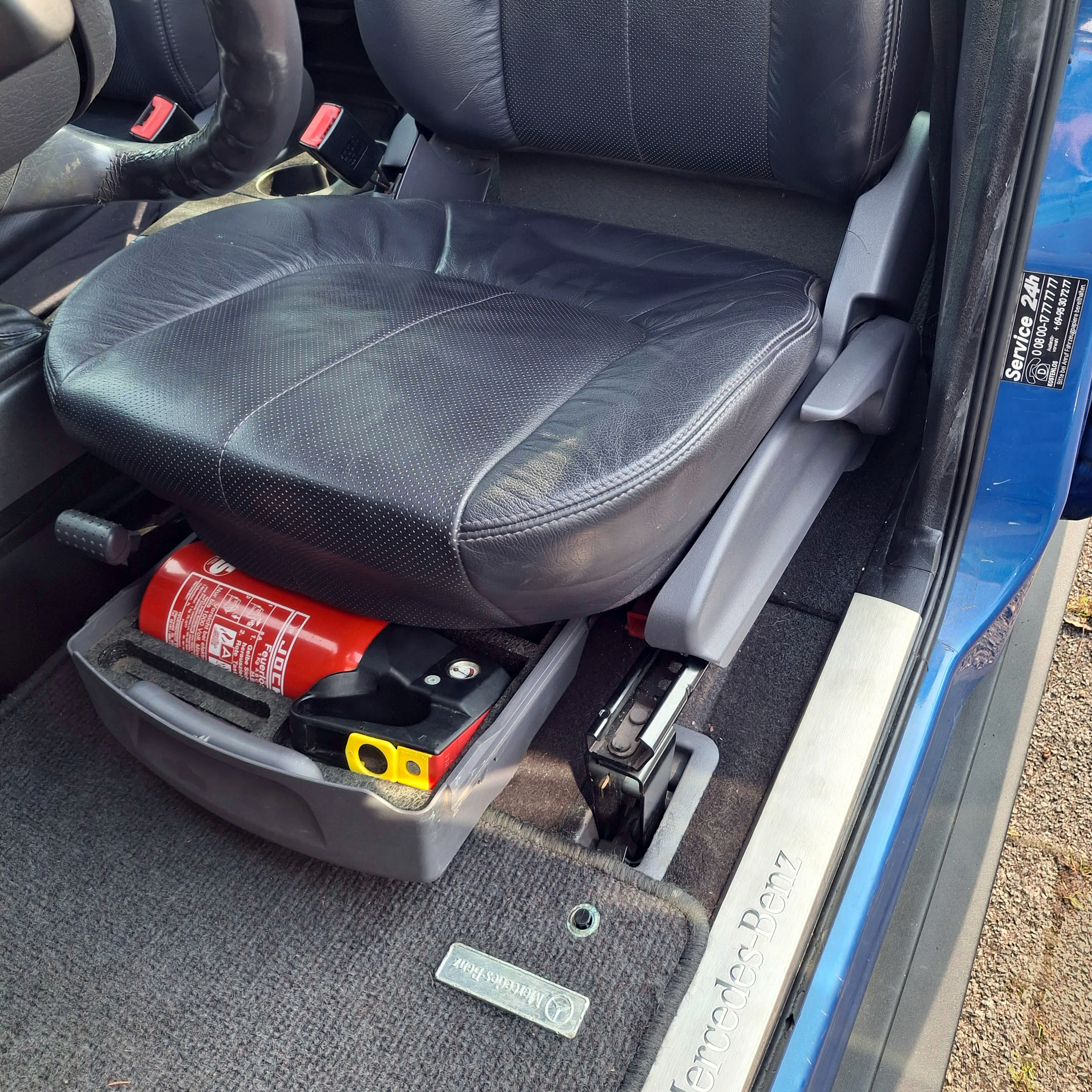
Ablagebox unter dem Fahrersitz, mit Feuerlöscher

Die Fahrzeugausstattung der Ausstattungslinie „Classic“ war zur Markteinführung recht eingeschränkt. Selbst heute selbstverständliche Dinge wie in Wagenfarbe lackierte Außenspiegel mussten mit Aufpreis bezahlt werden und auch die elektrische Fensterheber im Fond mussten noch bei der Ausstattungslinie „Avantgarde“ mit Aufpreis bezahlt werden. Die bunten Farben in Cockpit, Sitzbezügen und Türverkleidungen waren in der Ausstattungslinie „Avantgarde“ nicht möglich.
Fahrzeuge ohne oder mit sehr wenigen Sonderausstattungen werden unter Liebhabern als „Buchhalterversion“ bzw. „...mit Buchhalterausstattung.“ oder als „Nullausstatter“ bezeichnet. Bis zum Ende der Bauzeit wurde die Serienausstattung immer weiter aufgewertet, so dass die Fahrzeuge aus den letzten Baujahren damals als relativ gut ausgestattet zu bezeichnen waren.
Die regulären Preislisten enthalten nur einen Teil der lieferbaren Extras auf. Ganz in der Tradition des Herstellers war die Liste der bestellbaren Extras tatsächlich lang, darunter Oberklasse-typische Dinge wie: Kühlfach in Fondlehne (308), Klapptisch mechanisch (408), Niveau-Regulierung (480), Einzelsitzanlage (568), Standartenhalter (947) und Standartenstange links (948) und diverse Sitzausführungen und konnten weiter durch das Sonderwunschprogramm individualisiert werden.
Selbst das nachträgliche Nachrüsten von Sonderausstattungen wurde bei dieser Baureihe zum System erhoben, so besteht die einfachste Lederausstattung nur aus Ledersitzen, die sich mit wenigen Handgriffen tauschen lassen, andererseits gab es aber auch die aufwendige Lederausstattung im designo-Programm.
Bei der Baureihe 168 war neben verschiedenen Schiebe-Hebe-Dächern erstmals ein sogenanntes Lamellenschiebedach (417) erhältlich. Dieses besteht aus fünf Metall-Lamellen, die sich beim Öffnen nach hinten übereinander schieben und in vollständig geöffnetem Zustand eine große Dachöffnung bis über den Fond freigeben. Bei geschlossenem Dach kann die vordere Lamelle zur Entlüftung aufgestellt werden.
Neben dem Handschaltgetriebe, Automatikgetriebe wurde auch ein automatisiertes Schaltgetriebe (421) angeboten. Bei diesen Fahrzeugen mit automatisierter Kupplung entfällt das Kupplungspedal, da die Kupplung automatisch betätigt wird, wenn der Gang gewechselt wird. Es gilt als Vorläufer späterer Doppelkupplungsgetriebe. Die automatisierte Kupplung wird fälschlicherweise manchmals als „Halbautomatik“ bezeichnet.
Die Rücksitzbank war sowohl verschiebbar als auch herausnehmbar, optional auch der Beifahrersitz. Dadurch kann der gesamte Innenraum mit Ausnahme des Fahrersitzplatzes als Stauraum mit ebenem Boden genutzt werden. Lieferbar waren auch Ablageboxen unter den Vordersitzen (939), für den Fahrersitz (932) zusätzlich auch mit Feuerlöscherfach.
Für Sitze waren fünf verschiedene Bezugsstoffe lieferbar:
| Stoff                         | serienmäßig                                                    |
| Halbleder                     | gegen Aufpreis serienmäßig bei Elegance und Avantgarde         |
| Leder - Alcantara-Kombination | gegen Aufpreis serienmäßig bei A210 Evolution                  |
| Leder                         | gegen Aufpreis                                                 |
| designo-Leder Exclusiv        | Erweiterte und indidualisierbare Ausstattungen, gegen Aufpreis |

Nach der Modellpflege gab es im Interieur auch folgende Holzausführungen: Wurzelnuss (731), Vogelaugenahorn (732), Kastanie (733) Calyptus Linea (734), Sapeli braun (735) und designo-Holzausführung.

## Sondermodelle

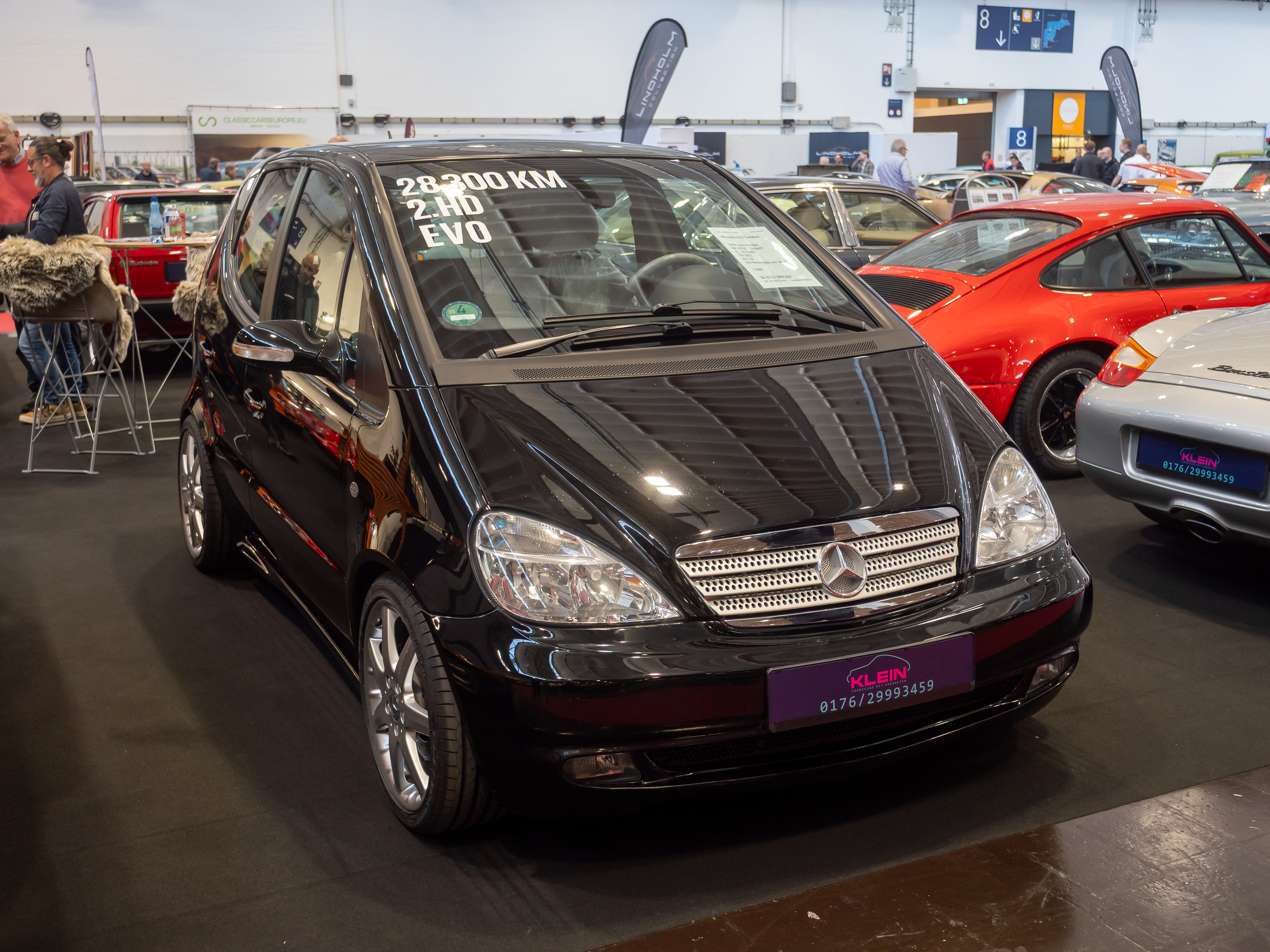
A 210 Evolution

Eigentlich kein Sondermodell im herkömmlichen Sinn, jedoch als Topmodell der Baureihe 168, wurde 2002 der A 210 Evolution vorgestellt. Außer einem im Hubraum vergrößerten M 166-Motor hat er Ledersitze, Aluminiumverkleidungen im Innenraum, das Bodykit (Front- und Heckschürze sowie Seitenschweller) von AMG, ein Sportlenkrad, ein Sportfahrwerk (ohne Tieferlegung), Edelstahl-Sportpedalerie, Breitreifen, Spiegelblinker, neue 17-Zoll-Aluminiumräder, Klarglasscheinwerfer, blau schimmernde Blinker vorn, einen geänderten Kühlergrill, zwei Abrisskanten an der Heckscheibe und rote Zierstreifen an den Seiten. Als einziges Modell dieser Baureihe hat der A 210 zwei Edelstahlendrohre. Geplant war zuerst ein A 21 AMG mit Kompressor, jedoch konnten damals Getriebe und Kupplung der A-Klasse nicht dessen höheres Drehmoment übertragen. Schon beim A 170 CDI musste aus diesem Grund das maximale Drehmoment reduziert werden. So wurde aus dem A 21 AMG ein A 210 Evolution.
1999 kam das Sondermodell „F1 Edition“ auf den Markt. Auf 250 Einheiten limitiert, wurde die Hälfte als Coulthard-, die anderen als Häkkinen-Version ausgeliefert. Basismodell war der A 160 Elegance, der mit einigen Sonderausstattungen aufgerüstet wurde. Neben der zum Formel-1-Rennwagen passenden Lackierung gab es unter anderem den Schaltknauf aus dem SLK mit Kennzeichnung, AMG-Räder und eine Designo-Belederung für den Innenraum.
Während der gesamten Bauzeit wurden wechselweise Sondermodelle wie der Classic Fun, Classic Spirit, Classic Style und Picadilly angeboten, die jeweils eine etwas aufgewertete Serienausstattung integriert hatten.

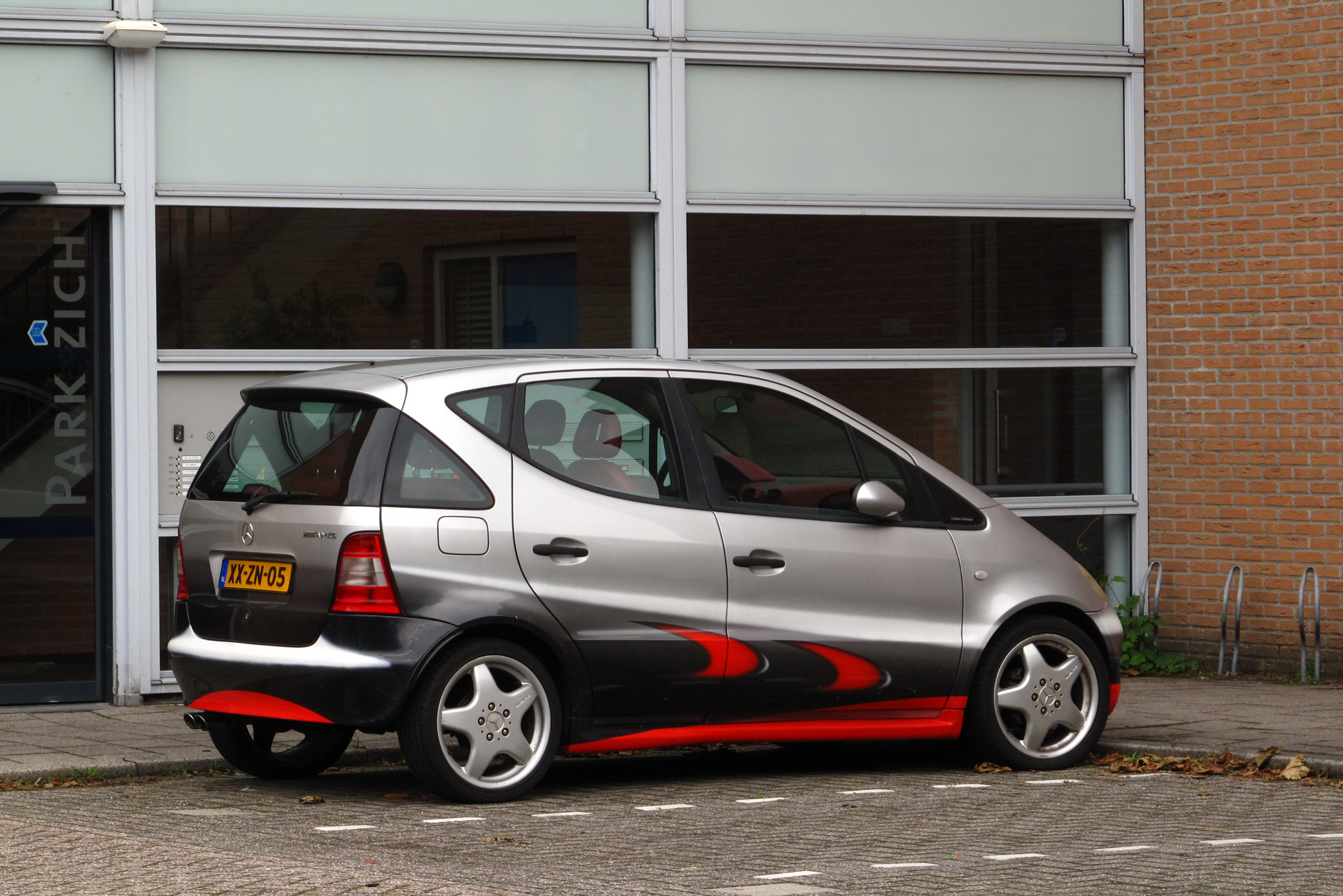
F1 Edition-Häkkinen
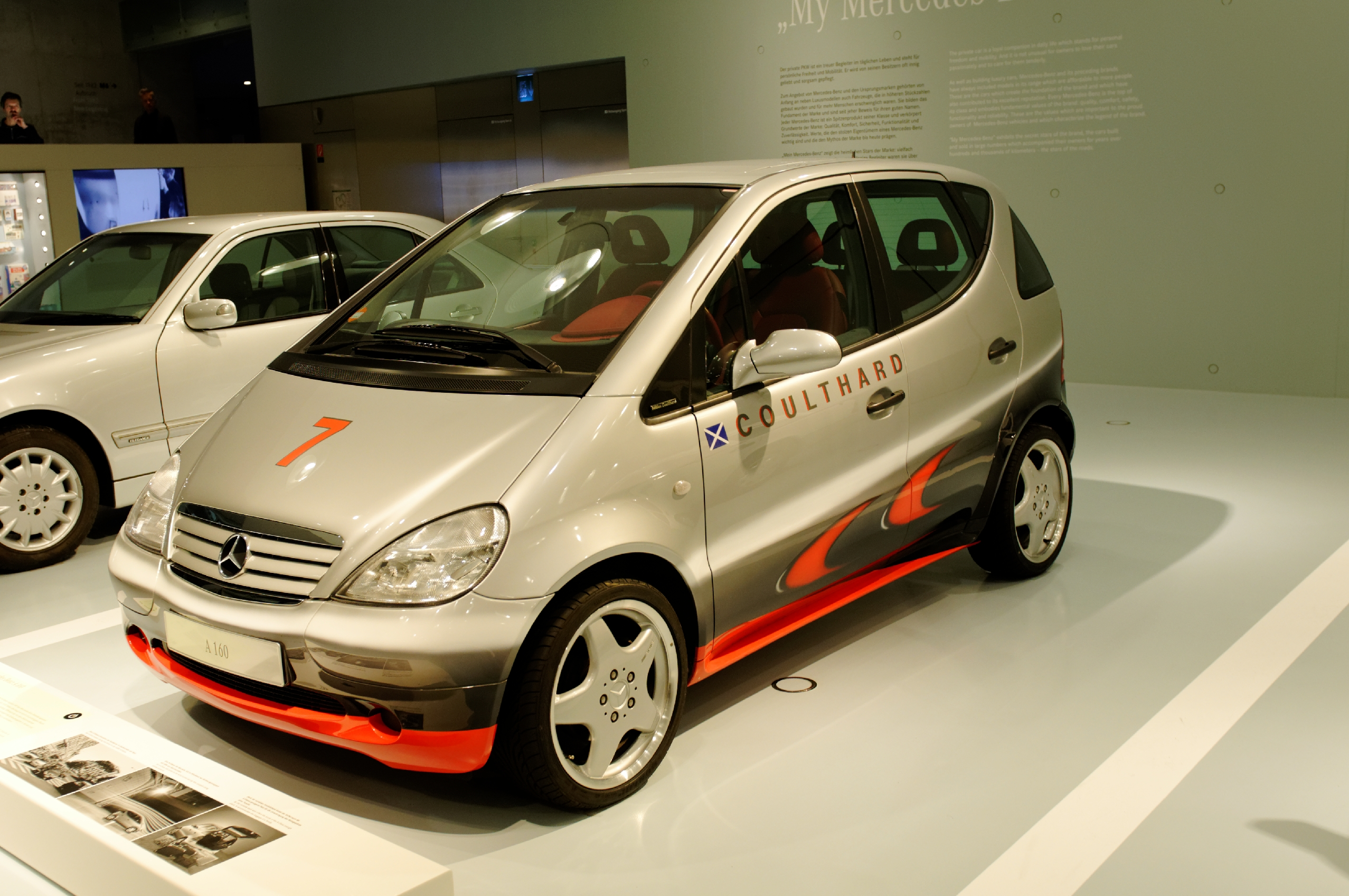
F1 Edition-Coulthard als Exponat im Mercedes-Museum (2015)

## Modifizierte A-Klasse-Fahrzeuge und Technologieträger
Die NECAR (New Electric Car) Modelle von Mercedes-Benz, insbesondere NECAR 3 und NECAR 4 waren Forschungsfahrzeuge und dienten der Erprobung von Brennstoffzellentechnologie mit Wasserstoffantrieb. Der NECAR 3, der 1997 vorgestellt wurde, nutzte Methanol als flüssigen Wasserstoffspeicher, während der NECAR 4 ein reines Null-Emissions-Fahrzeug mit Wasserstoffbetrieb war, es folgte der NECAR 5.
Bei HWA setzte man den aus dem SLK 32 AMG bekannten 260 kW (354 PS) starken V6-Kompressormotor in das A 32 Kompressor A-Klasse genannte Fahrzeug ein. Von außen ist es relativ unscheinbar gehalten. HWA baute nicht nur den Motor, sondern die komplette Antriebstechnik des SLK und dessen Bremsanlage in die A-Klasse, die nun Hinterradantrieb hatte. Auch das Fahrwerk wurde stark modifiziert und die im SLK eingebaute 5-Gang-Automatik wurde extra für die A-Klasse angepasst. Wegen des längeren Motors wurden das Armaturenbrett und die Sitze zurückversetzt. In ca. 5 Sekunden soll dieses Fahrzeug auf 100 km/h beschleunigen und eine Höchstgeschwindigkeit von 230 km/h erreichen. Die gebauten Stückzahlen schwanken je nach Quelle zwischen eins und zehn.
AMG ging einen etwas anderen Weg mit seinem A 38 AMG. Man setzte zwei A-190-Motoren in die A-Klasse ein. Einer blieb an gewohntem Platz, den anderen baute man unter dem Kofferraum ein. So hatte die A-Klasse nun Allradantrieb, trotzdem blieb wegen der Sandwichbauweise der Kofferraum fast vollständig erhalten. Der hintere Motor ist abschaltbar. Zusammen leisten sie 184 kW (250 PS) und liefern 360 Nm Drehmoment. Eine spezielle Kupplungsautomatik sorgt für die Kraftübertragung. Die Schaltung mit H-Kulisse blieb erhalten. Etwa 230 km/h sind auch hier möglich. Der Wagen bekam eine neue Frontschürze, ein geändertes Fahrwerk und die Bremsanlage des E 55 AMG. Vier Stück wurden produziert, zu den Erstkunden gehörten auch die damaligen McLaren-Mercedes-Fahrer Häkkinen und Coulthard.

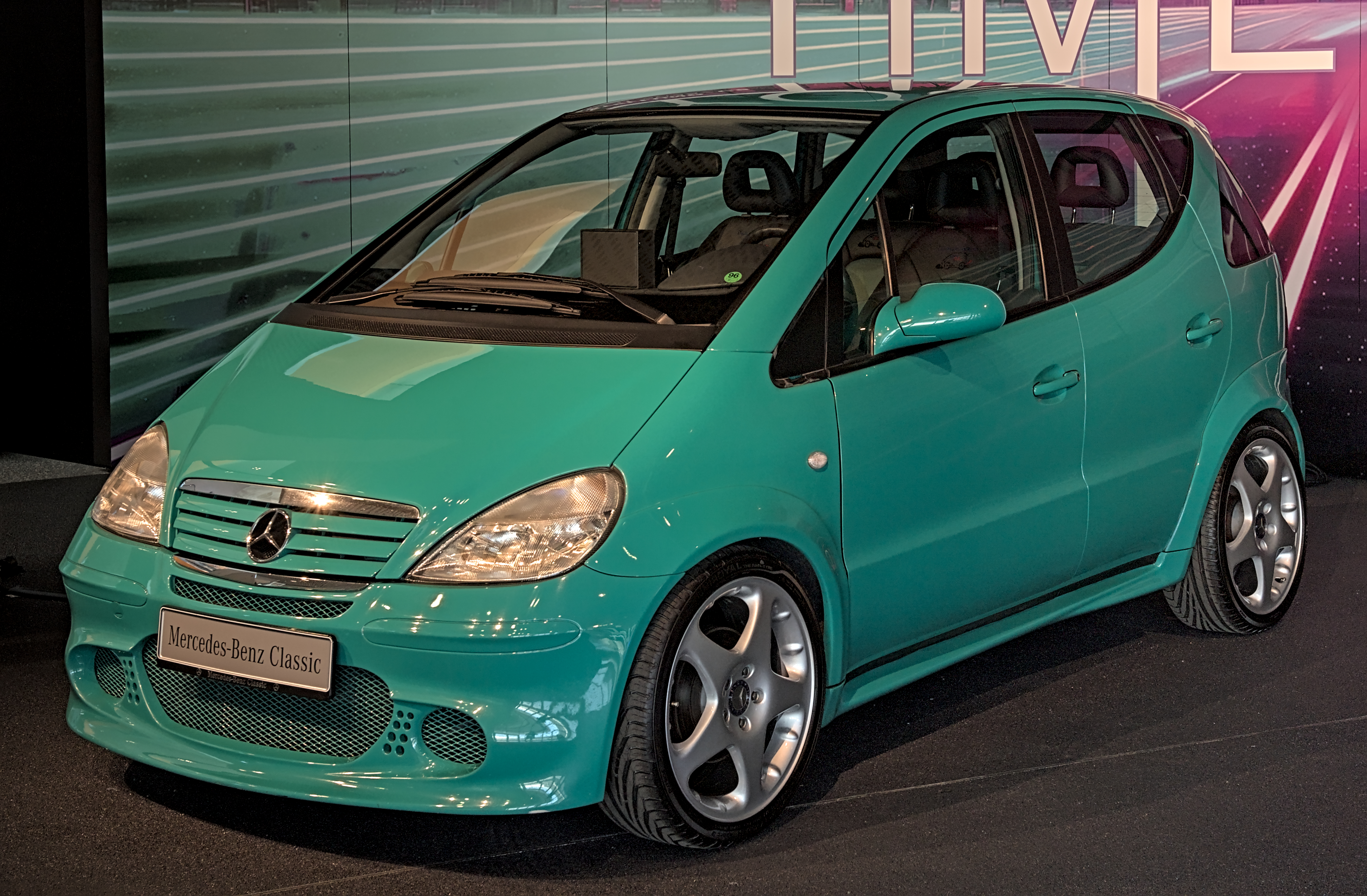
A-Klasse HyPer (1999)
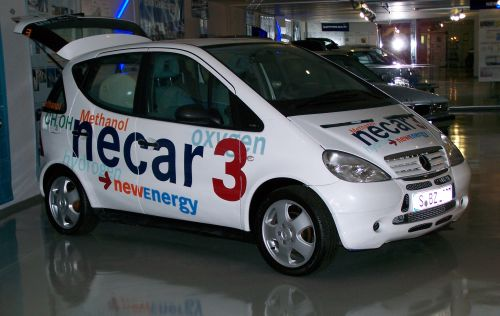
Necar-3 Methanol-Brennstoffzellenversuchsfahrzeug
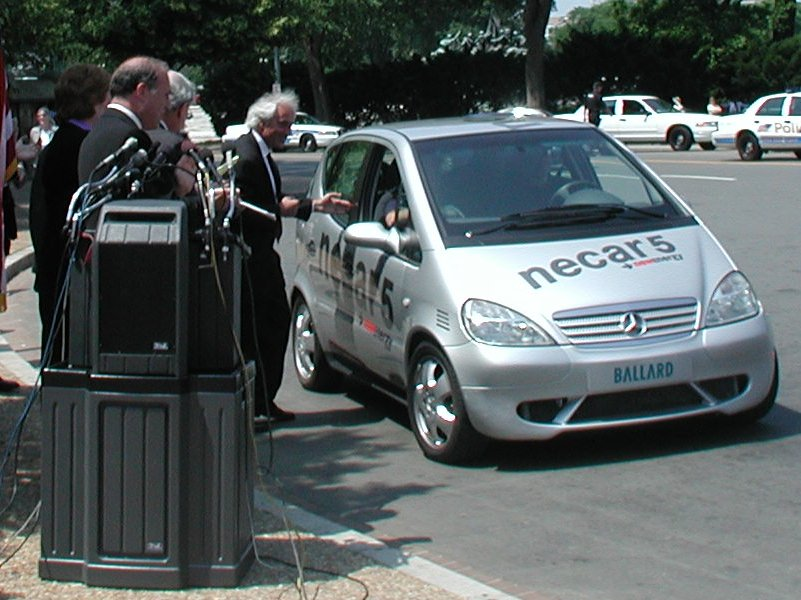
Necar-5 in den USA (2002)
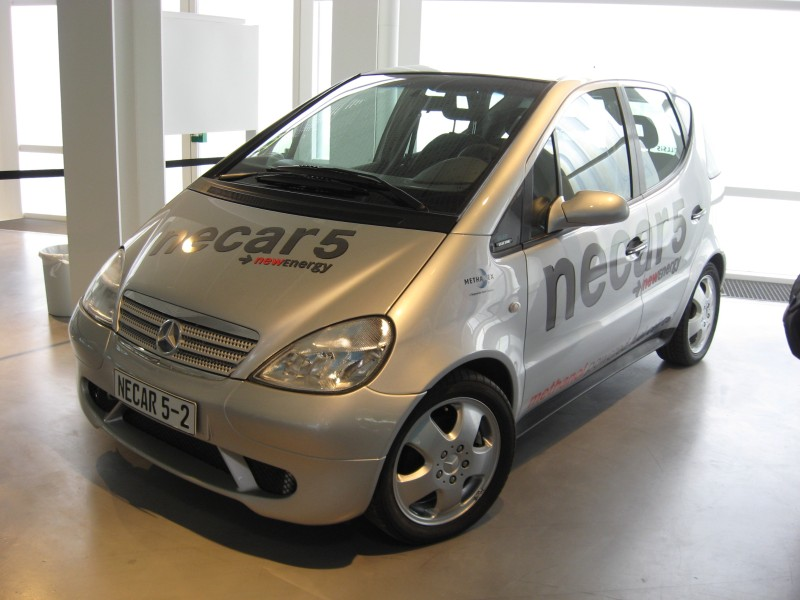
Necar-5
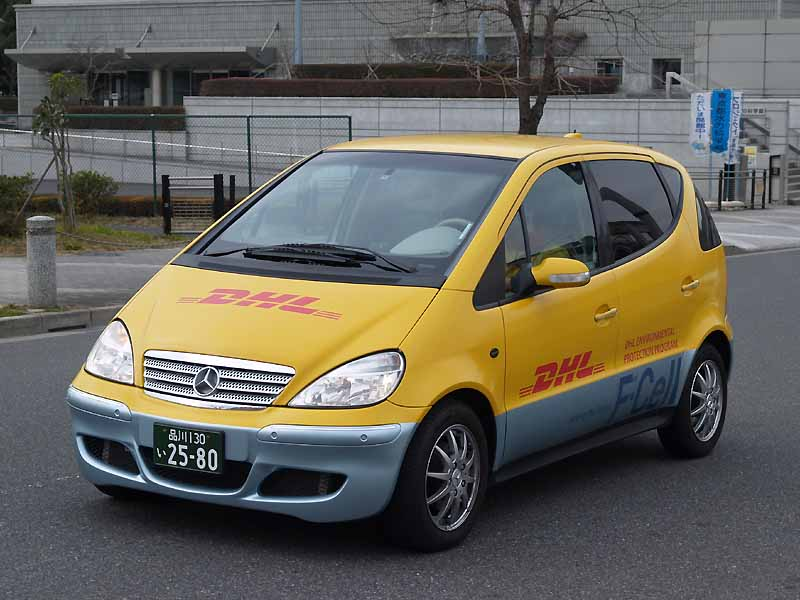
Ein F-Cell in Japan

### Die Baureihe 168 bei Behörden
Mercedes-Benz hatte ein Exemplar als Demonstrator entwickelt, welches von der Polizei Bremen übernommen wurde. Ein weiteres Exemplar wurde auf Wyk auf Föhr für Brandbekämpfung und technische Hilfeleistung eingesetzt. Im Ausland wurde die A-Klasse beispielsweise in den Niederlanden und in Österreich als Streifenwagen eingesetzt.
Bliebt war die Baureihe 168 bei Feuerwehren, so wurde sie eingesetzt beispielsweise in Augsburg, Berlin, Busek, Freiburg, Maintal und von den Werksfeuerwehren des Herstellers.

## Auslaufen und Nachfolgemodelle
Die Nachfrage nach der Baureihe 168 blieb über die ganze Bauzeit relativ konstant hoch, selbst im letzten Produktionsjahr 2003 lag sie bei 70 % des Spitzenjahres 1999.
Das Nachfolgemodell Baureihe 169 mit überarbeitetem Design und vielen technischen Neuerungen wurde im September 2004 vorgestellt. Optisch wurde eine Ähnlichkeit mit der erfolgreichen Baureihe 168 angestrebt.
Im März 2005 erschien zudem der T 245 (Verkaufsbezeichnung B-Klasse), der häufig als Nachfolger der Langversion V 168 angesehen wird: Der W 169 fällt insbesondere bei der Größe des Fußraums im Fond hinter den V 168 zurück, so dass Besitzer eines V 168 ihr Fahrzeug häufig durch einen T 245 anstelle des W 169 ersetzen. Der T 245 basiert auf der gleichen Plattform wie die Baureihe 169 und hat auch die gleichen Motoren.

## Zuverlässigkeit
Die ADAC-Pannenstatistik 2007 bescheinigt der A-Klasse gute Werte bei der Pannenhäufigkeit für Fahrzeuge mit Erstzulassung 2002 bis 2004. Als Mängel werden häufig Batterieprobleme in allen Zulassungsjahren, gebrochene Scheibenwischerarme (2002/03), Störungen im Motormanagement (Benziner bis 2003), defekte Anlasser (Benziner bis 2003) sowie defekte Kupplungen genannt.
Der Dekra-Mängelreport 2011 für die Baureihe 168 weist für alle Fahrleistungsbereiche eine überdurchschnittlich hohe Anzahl von Mängeln im Vergleich zum Durchschnitt aller untersuchten Autos in der gleichen Klasse auf (Durchschnittswerte in Klammern). Häufig zu finden bei älteren Baujahren sind brechende Fahrwerksfedern, Rost (insbesondere an Türkanten und unter Gummidichtungen) sowie Motorschäden. Typische Mängel sind auch ausgeschlagene Hinterachslager und poröse Bremsschläuche.
| Baugruppe                     | 0–50 Mm (1)    | 50–100 Mm       | 100–150 Mm      |
| ----------------------------- | -------------- | --------------- | --------------- |
| Fahrwerk, Lenkung             | 05,8 % (2,0 %) | 13,1 % (08,0 %) | 21,5 % (16,5 %) |
| Motor, Umwelt                 | 02,4 % (2,4 %) | 05,6 % (08,7 %) | 11,3 % (18,2 %) |
| Karosserie, Rahmen, Innenraum | 01,1 % (0,8 %) | 02,0 % (01,8 %) | 03,6 % (03,5 %) |
| Bremsanlage                   | 10,4 % (3,7 %) | 21,7 % (11,6 %) | 28,2 % (18,9 %) |
| Elektrik, Elektronik, Licht   | 11,0 % (5,9 %) | 21,5 % (16,8 %) | 38,0 % (32,6 %) |
| Dekra-Mängelindex             | –              | –               | –               |